# Melchnau
Melchnau (in der berndeutschen Mundart Mäuchnou [mæuxnou]) ist eine mittelgrosse politische Gemeinde im Verwaltungskreis Oberaargau des Kantons Bern in der Schweiz. Melchnau ist auch der Name der örtlichen, reformierten Kirchgemeinde und der Burgergemeinde.

## Geographie
Melchnau liegt im Oberaargau im Schweizer Mittelland und grenzt an den Kanton Luzern. Das Dorf ist mehrheitlich im Tal des Dorfbachs, dem linken Nebenfluss der Rot (Murg), gelegen. Die Gemeinde ist 10,28 km² gross, knapp ein Drittel der Gemeindefläche, 3,19 km² ist bewaldet. 2014 waren 57,4 % der Gemeindefläche landwirtschaftliche Nutzfläche.
Die Nachbargemeinden sind Langenthal (Ortsteil Untersteckholz), Busswil bei Melchnau, Madiswil, Reisiswil, Gondiswil, Grossdietwil und Altbüron.
Das Dorf umfasst neben dem eigentlichen Dorf die Weiler/Höfe Gibel/Staldacker, Lauperen, Äschere, Widen, Ischerhubel und Bodmen/Blenggen.

## Bevölkerung

### Bevölkerungsentwicklung
| Bevölkerungsentwicklung Melchnaus von 1850 bis 2018 | Bevölkerungsentwicklung Melchnaus von 1850 bis 2018 | Bevölkerungsentwicklung Melchnaus von 1850 bis 2018 | Bevölkerungsentwicklung Melchnaus von 1850 bis 2018 | Bevölkerungsentwicklung Melchnaus von 1850 bis 2018 | Bevölkerungsentwicklung Melchnaus von 1850 bis 2018 | Bevölkerungsentwicklung Melchnaus von 1850 bis 2018 | Bevölkerungsentwicklung Melchnaus von 1850 bis 2018 | Bevölkerungsentwicklung Melchnaus von 1850 bis 2018 | Bevölkerungsentwicklung Melchnaus von 1850 bis 2018 | Bevölkerungsentwicklung Melchnaus von 1850 bis 2018 | Bevölkerungsentwicklung Melchnaus von 1850 bis 2018 | Bevölkerungsentwicklung Melchnaus von 1850 bis 2018 | Bevölkerungsentwicklung Melchnaus von 1850 bis 2018 | Bevölkerungsentwicklung Melchnaus von 1850 bis 2018 | Bevölkerungsentwicklung Melchnaus von 1850 bis 2018 | Bevölkerungsentwicklung Melchnaus von 1850 bis 2018 | Bevölkerungsentwicklung Melchnaus von 1850 bis 2018 | Bevölkerungsentwicklung Melchnaus von 1850 bis 2018 | Bevölkerungsentwicklung Melchnaus von 1850 bis 2018 | Bevölkerungsentwicklung Melchnaus von 1850 bis 2018 | Bevölkerungsentwicklung Melchnaus von 1850 bis 2018 |
| --------------------------------------------------- | --------------------------------------------------- | --------------------------------------------------- | --------------------------------------------------- | --------------------------------------------------- | --------------------------------------------------- | --------------------------------------------------- | --------------------------------------------------- | --------------------------------------------------- | --------------------------------------------------- | --------------------------------------------------- | --------------------------------------------------- | --------------------------------------------------- | --------------------------------------------------- | --------------------------------------------------- | --------------------------------------------------- | --------------------------------------------------- | --------------------------------------------------- | --------------------------------------------------- | --------------------------------------------------- | --------------------------------------------------- | --------------------------------------------------- |
| Jahr                                                | 1850                                                | 1860                                                | 1870                                                | 1880                                                | 1888                                                | 1900                                                | 1910                                                | 1920                                                | 1930                                                | 1941                                                | 1950                                                | 1960                                                | 1970                                                | 1980                                                | 1990                                                | 2000                                                | 2010                                                | 2018                                                | 2019                                                | 2020                                                | 2023                                                |
| Einwohner                                           | 1478                                                | 1480                                                | 1547                                                | 1579                                                | 1491                                                | 1347                                                | 1344                                                | 1371                                                | 1323                                                | 1444                                                | 1529                                                | 1511                                                | 1495                                                | 1443                                                | 1504                                                | 1669                                                | 1540                                                | 1517                                                | 1489                                                | 1788                                                | 1542                                                |

### Bevölkerungszusammensetzung
Ende 2018 lebten in Melchnau 751 Männer und 766 Frauen. Davon verfügten 1290 über das Schweizer Bürgerrecht. Stand 2019 gehörten 62 % der Einwohner (947 Personen) der evangelisch-reformierten Landeskirche und 13,2 % (202 Personen) der römisch-katholischen Landeskirche an. Für 24,8 % (379 Personen) wurde als Konfession «andere» angegeben. Der Bevölkerungsanteil der 0–19-Jährigen betrug 21,3 %, 56 % waren 20–64-jährig, und 22,7 % waren älter als 65 Jahre.

## Geschichte
Die älteste urkundliche Erwähnung Melchnaus stammt aus dem Jahr 1100. Im 12. Jahrhundert gehörte das Dorf den Freiherren von Langenstein, die 1194 als Stifter des Klosters St. Urban in Erscheinung traten und bald darauf ausstarben. Ihren Sitz hatte die Adelsfamilie auf dem Schlossberg, der seit dem 10./11. Jahrhundert bewohnt war.

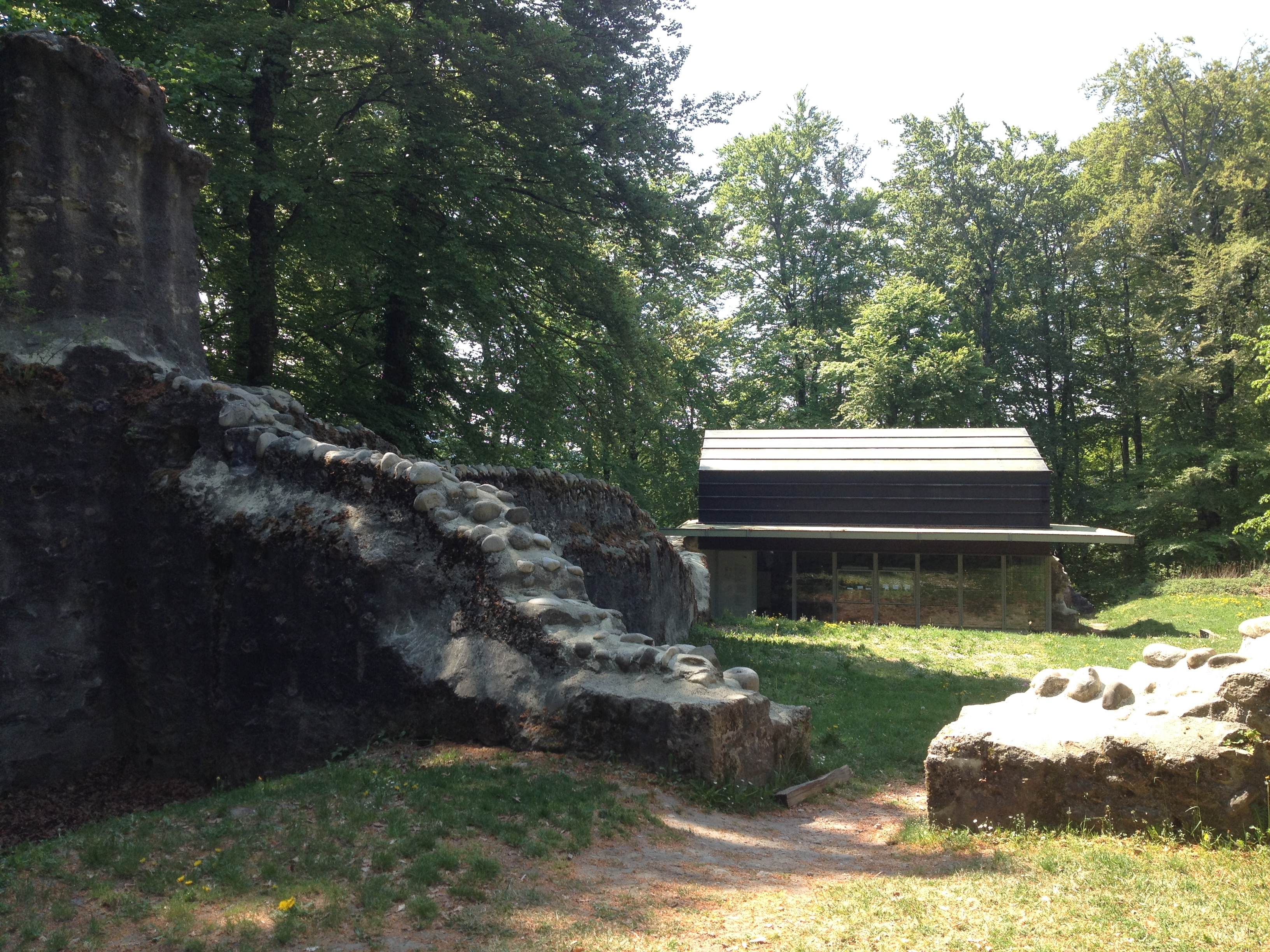
Burghof mit Schutzbau auf der Burgruine Grünenberg, Melchnau

Ihre Haupterben, die Freiherren von Grünenberg mit ihrem 1248 erstmals urkundlich erwähnten Stammsitz Grünenberg auf dem Schlossberg, prägten im 13. und 14. Jahrhundert die Geschichte des östlichen Oberaargaus. In der Mitte des 15. Jahrhunderts, in zwei Schritten von 1444 und 1480, fielen die Herrschaften Grünenberg und Langenstein an Bern.

### Neuzeit

Luftbild aus 3000 m von Walter Mittelholzer (1923)

Nach der Reformation (1528) wirkte der Pfarrer als Vertreter der bernischen Obrigkeit; er konnte aber nicht verhindern, dass sich die Melchnauer im Bauernkrieg (1653) auf die Seite der Luzerner und Emmentaler Aufständischen stellten. Ein Melchnauer Rädelsführer wurde schliesslich in Aarwangen hingerichtet, andere entkamen ins Elsass.
Im Dorf selbst verschärften sich später Konflikte zwischen den Erblehenbauern und den Taunern, die sich um den freien Weidgang des Kleinviehs drehten. Die Heimarbeit in der Leinwandfabrikation, meistens im Dienste eines Verlegers, verschaffte den Taunern ein zusätzliches Einkommen. Diese frühe Industrie geriet jedoch in der ersten Hälfte des 19. Jahrhunderts in eine Krise. Da sich gleichzeitig Melchnaus Einwohnerzahl von 730 auf beinahe 1500 verdoppelte, verarmte ein grosser Teil der Bevölkerung.
Zur herausragenden Persönlichkeit im Dorf wurde Jakob Käser (1806–1878), der als bildungseifriger Modernisierer viele Anstösse zur sozialen und wirtschaftlichen Entwicklung gab. Er initiierte um 1831 einen Leseverein, später einen Landwirtschaftlichen Verein und eine Gesellschaft für Forst- und Obstbaumzucht. Um den Armen des Dorfes neuen Verdienst zu verschaffen – auch als Alternative zur Auswanderung –, entstand 1852 die Gemeinnützige Industrie-Gesellschaft. Auf diese Weise fasste die Strohflechterei in Melchnau Fuss, später die Produktion von Kokosmatten und -teppichen. Mit der Gründung der Käserei (1843) hatte auch die Milchwirtschaft einen Aufschwung genommen.
1924 gründete Emil Reinhard (1880–1969) die Teppichfabrik Melchnau AG, den führenden Industriebetrieb im Dorf (sie wurde 1986 von der Möbelstoffweberei Langenthal übernommen). Der Fabrikant Reinhard war zusammen mit Bauern und Gewerbetreibenden auch an der Gründung der Spar- und Leihkasse Melchnau (1941) beteiligt. Andererseits formierte sich auch in Melchnau die Arbeiterbewegung. So entwickelte sich das einstige Bauerndorf zu einer wirtschaftlich vielseitigen Gemeinde.
Die Landwirtschaft behielt jedoch einen hohen Stellenwert, vor allem während der beiden Weltkriege: Bereits 1917 entstand eine Landwirtschaftliche Genossenschaft.

#### Güterzusammenlegung

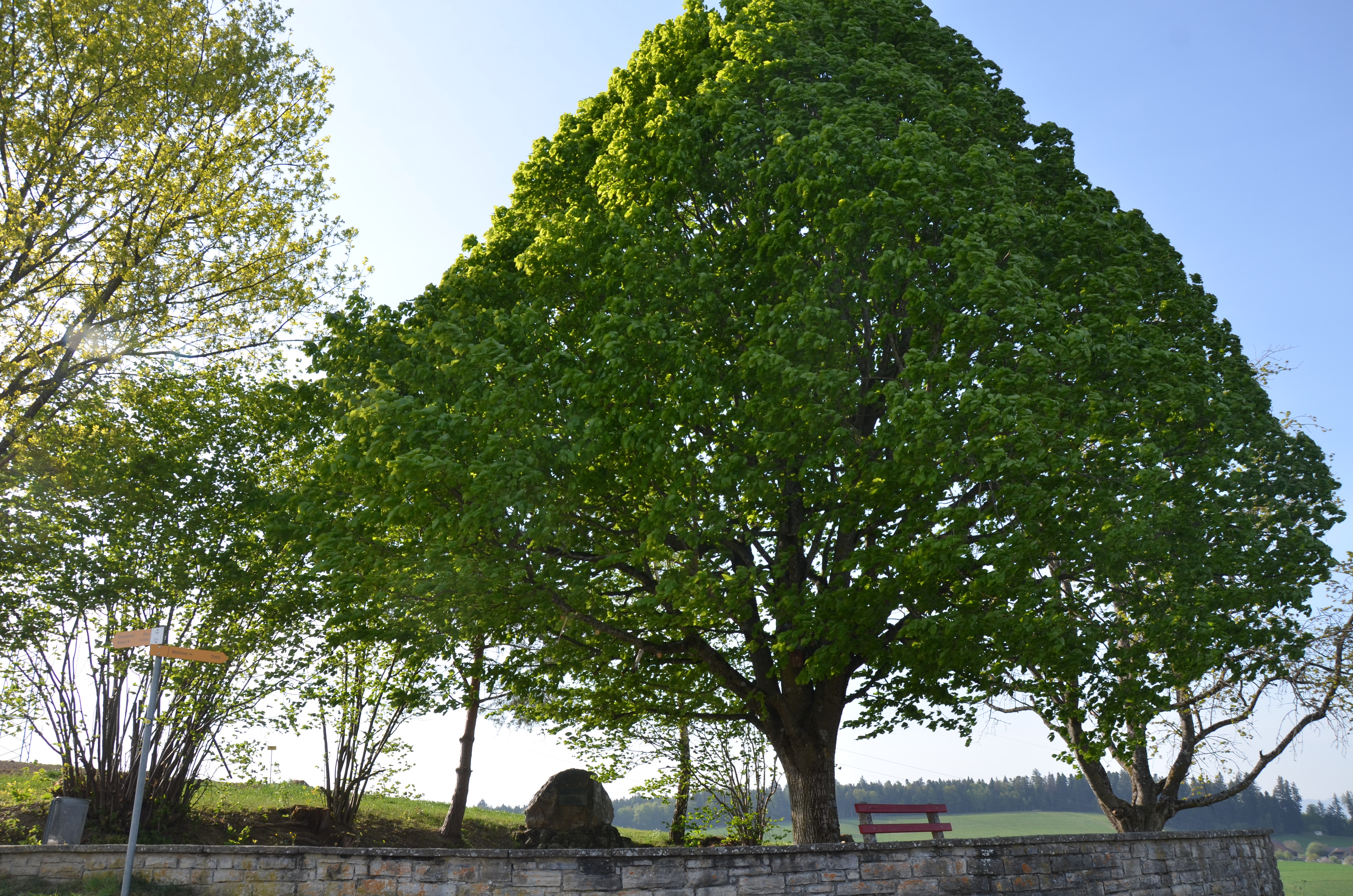
Denkmal zur Güterzusammenlegung von 1944 bis 1952 auf dem Guger

In der ganzen Schweiz wurde ab 1940 im Rahmen des Plans Wahlen der Ackerbau rationalisiert. Melchnau war eine der ersten Hügelgemeinden, welche sich diesem Unterfangen stellten, allerdings auch, um den von den Grenzen heimkehrenden Soldaten Arbeit zu beschaffen. Diesem Zweck diente die in den Jahren 1944–1952 durchgeführte Güterzusammenlegung in Melchnau. 1944 wurde eine Flurgenossenschaft gegründet, welche zum einen das Ackerland aufwertete und zum andern die weit verstreuten Parzellen zusammenlegte und neu verteilte. Mit einem Gesamtbudget von 1'706'000 Franken wurde der Dorfbach unterhalb des Dorfs korrigiert bzw. kanalisiert, wurden Riede mit Drainagen entwässert, damit die Flächen als Ackerland genutzt werden konnten, und verschiedene Wege umgelegt bzw. neu gebaut. Mit Ausnahme des Dorfbachs wurden alle Gewässer der Gemeinde praktisch über ihre ganze Länge eingedolt. Ausserdem gingen die Wässermatten unterhalb des Dorfbaches am Dorfbach und der Rot verloren. Während die 169 Landwirtschaftsbetriebe vor der Güterzusammenlegung durchschnittlich 4,7 Parzellen Land besassen (793 Landwirtschaftsparzellen insgesamt), konnte dank der Zusammenlegung der Schnitt auf 1,7 Parzellen pro Betrieb (375 Landwirtschaftsparzellen insgesamt) gesenkt werden. Während der Arbeiten wechselten 2'800 Obstbäume ihren Besitzer, und drei Bauernfamilien siedelten aus dem Dorf auf den Bodmen aus. Innert dreier Jahre wurden in der Käsereigenossenschaft 200'000 kg Milch mehr verarbeitet, und es konnten 10 Wagons Getreide mehr abgeliefert werden. Melchnau profitierte von kantonalen und eidgenössischen Subventionen im Umfang von 75 % und konnte im Rahmen der Güterzusammenlegung den Rasen und Sportplatz beim Schulhaus anlegen. In den Jahren 1940/41 beherbergte Melchnau ein Kontingent von rund 400 polnischen Soldaten, die in der Schweiz interniert worden waren und als Bau- und Landarbeiter beschäftigt wurden. Die Polen schenkten dem Dorf einen Brunnen, dessen Skulptur eine Melchnauerin darstellt, die einem Soldaten Wasser spendet.

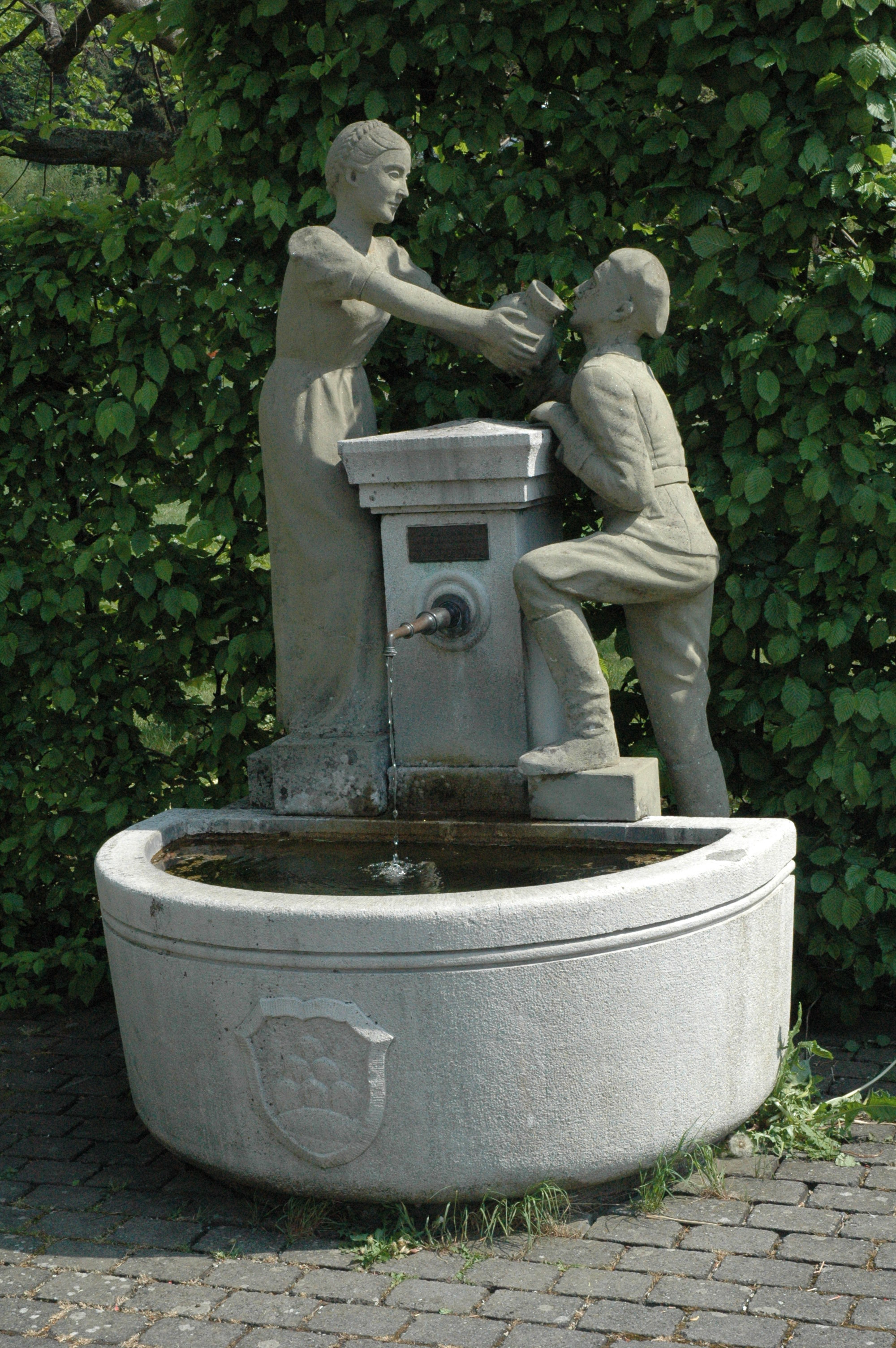
Der Polenbrunnen in Melchnau

1975 wurden in Melchnau die Querfeldein-Weltmeisterschaften der Radfahrer ausgetragen.

## Wirtschaft

### Verkehr

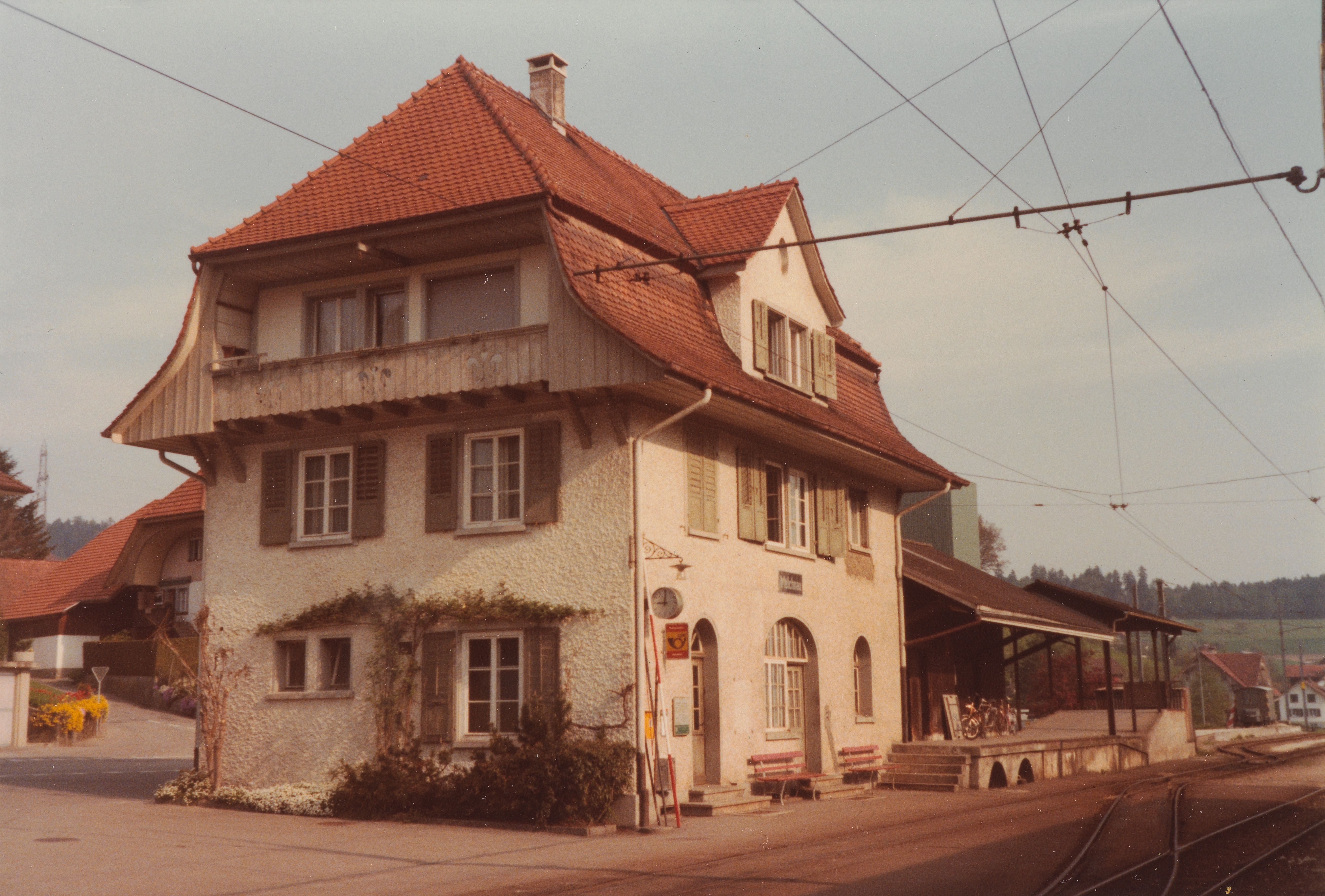
Stationsgebäude im 1981

Die Strasse nach Langenthal war bereits 1838 angelegt worden; 1843–1845 folgte die Strasse nach Altbüron, 1861/62 jene nach Gondiswil. Seit 1885 verkehrte zweimal täglich eine Pferdepost nach Langenthal; sie wurde 1917 durch eine elektrische Schmalspurbahn, die Langenthal-Melchnau-Bahn, abgelöst. Der Personenverkehr auf der Teilstrecke St. Urban Ziegelei–Melchnau wurde 1982 eingestellt und durch einen direkten Busbetrieb nach Langenthal ersetzt. Mit der Buslinie konnte die Fahrzeit von 23 auf 14 Minuten verkürzt und das Dorf besser erschlossen werden. Noch bis 2012 wurde die Bahnstrecke für Güterverkehr und für gelegentliche Nostalgie-Sonderfahrten genutzt, bevor nach Ablauf der Konzession die Strecke 2016 rückgebaut worden war.

### Landwirtschaft
Melchnau ist von der Landwirtschaft, insbesondere vom Ackerbau und der Milchviehhaltung, geprägt. Heute gibt es im Dorf noch 35 Landwirtschaftsbetriebe. Wie in allen andern Orten auch, ist die Zahl der Landwirte seit langem rückläufig. Beteiligten sich 1944 noch 169 Landwirte an der Güterzusammenlegung, so waren es 1955 noch 128 hauptberufliche Landwirte, 1965 noch 104 und 1972 noch 84 Landwirtschaftsbetriebe. Seit 1843 existiert in Melchnau eine Käsereigenossenschaft, welche jährlich ca. 3,5 Mio. Kilogramm Milch zu Emmentaler AOP und eigenen Käse- und Molkereispezialitäten verkäst und verarbeitet.

#### Wässermatten

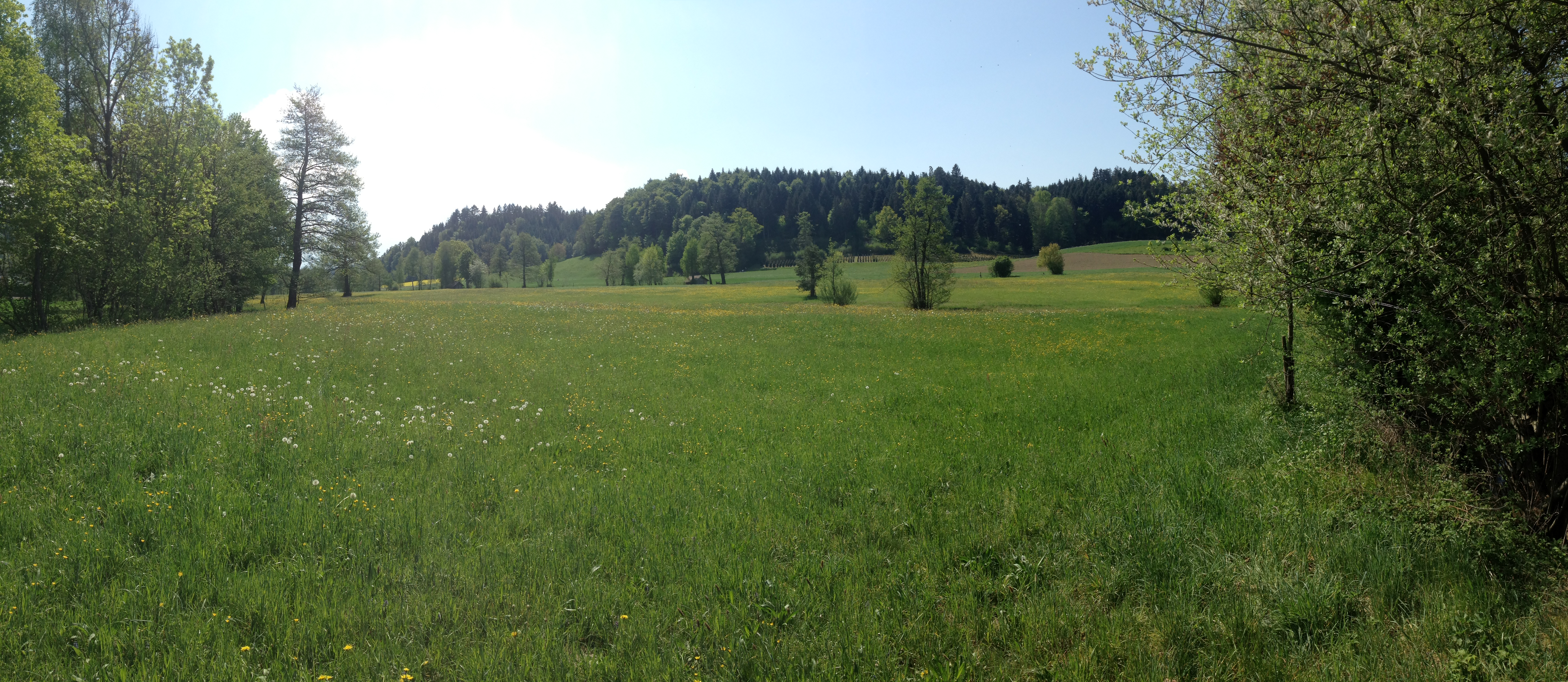
Blick in die Wässermatten Melchnau, eine Landschaft von nationaler Bedeutung

Mehrere Familienbetriebe bewirtschaften die Melchnauer Wässermatten im Rottal, welche mit über 12 Hektar die grössten zusammenhängenden, noch bewirtschafteten Wässermatten im Kanton Bern bilden. Die Wässermatten gehören zum Bundesinventar schützenswerter Landschaften und Naturdenkmäler nationaler Bedeutung und sind durch die kantonale Überbauungsordnung seit 2018 besonders geschützt.

### Energie und Kommunikation
Ab 1904 wurde die Gemeinde vom Elektrizitätswerk Wynau (an dessen Kapital sie sich 1903 beteiligt hatte) mit Strom versorgt. Bis dahin war der Dorfbach, mit dessen Wasserkraft eine Sägerei, eine Mühle und eine Ölpresse betrieben wurden, die einzige Quelle mechanischer Energie gewesen.
Nachdem eine Telegrafenverbindung bereits um 1872 hergestellt worden war, erhielt Melchnau 1898 auch Anschluss ans Telefonnetz. 1977 nahm die Fernsehgenossenschaft Melchnau eine Gemeinschaftsantenne in Betrieb, die 1986 an die Langenthaler Anlage angeschlossen wurde.

#### Energiestadt Melchnau
Im März 2018 wurde die Gemeinde für ihren Einsatz für die effiziente Energienutzung, die Förderung erneuerbarer Energie und ihren Einsatz für den Klimaschutz mit dem Label «Energiestadt» ausgezeichnet. Die Gemeinde verdankt die Auszeichnung unter anderem den drei privaten Wärmeverbünden, welche mit Holzschnitzelheizungen 25 % des Wärmebedarfs der Gemeinde sicherstellen. Ausserdem fördert die Gemeinde mit einem Teil der Konzessionsabgaben Produktionsanlagen für erneuerbare Energien.

## Wappen

Wappen von Melchnau

Blasonierung: In Silber ein grüner schwebender Sechsberg (1:2:3 Berge)
Das Gemeindewappen entspricht demjenigen der Freiherren von Grünenberg, das in zahlreichen Wappendarstellungen und Siegeln belegt ist. Damit ist das Melchnauer Wappen eines der ältesten in der Region: Bereits 1280 wurde der Sechsberg unten freischwebend auf einem St. Urbaner Backsteinornament dargestellt. Der Sechsberg fand in der Gemeinde mehrmals Verwendung, auf der Glocke von 1620 oder der Abendmahlskanne von 1696. Erst am 27. Januar 1945 genehmigte der Gemeinderat die heutige Blasonierung, bis zu diesem Zeitpunkt verwendete die Gemeinde kein offizielles Wappen. Das Wappen der Gemeinde Eriswil, ein schwebender grüner Sechsberg auf rotem Grund, zeigt die alte Zugehörigkeit zum Besitz der Grünenberger.

## Einwohnergemeinde

### Politik und Wahlen
Oberstes Organ der Einwohnergemeinde ist die Gemeindeversammlung, die in der Regel zweimal jährlich stattfindet und vom Gemeindepräsidenten geleitet wird. Der Gemeinderat als Exekutive besteht aus der Gemeinderatspräsidentin und vier weiteren Mitgliedern, die ehrenamtlich tätig sind und ihrerseits je einer oder mehreren Kommissionen vorstehen. Die Gemeindeverwaltung wird vom hauptberuflichen Gemeindeschreiber geleitet.
Zurzeit sind drei politische Parteien aktiv und im Gemeinderat vertreten, nämlich die Schweizerische Volkspartei, die Sozialdemokratische Partei sowie die Evangelische Volkspartei. Der Gemeinderat setzt sich wie folgt zusammen: 2 Sitze SVP, 1 Sitz SP, 1 Sitz EVP, 1 Sitz parteilos (Liste SVP).
Melchnau wählt mehrheitlich rechts-bürgerlich, wie die Auswertung der Wähleranteile der verschiedenen Parteien ergibt.
| Melchnauer Wähleranteile Parteien bei National- und Grossratswahlen | Melchnauer Wähleranteile Parteien bei National- und Grossratswahlen | Melchnauer Wähleranteile Parteien bei National- und Grossratswahlen | Melchnauer Wähleranteile Parteien bei National- und Grossratswahlen | Melchnauer Wähleranteile Parteien bei National- und Grossratswahlen | Melchnauer Wähleranteile Parteien bei National- und Grossratswahlen | Melchnauer Wähleranteile Parteien bei National- und Grossratswahlen | Melchnauer Wähleranteile Parteien bei National- und Grossratswahlen | Melchnauer Wähleranteile Parteien bei National- und Grossratswahlen | Melchnauer Wähleranteile Parteien bei National- und Grossratswahlen | Melchnauer Wähleranteile Parteien bei National- und Grossratswahlen | Melchnauer Wähleranteile Parteien bei National- und Grossratswahlen |
| Wahl                                                                | SVP *                                                               | SP *                                                                | Mitte *                                                             | BDP                                                                 | FDP *                                                               | Grüne *                                                             | GLP *                                                               | EVP *                                                               | EDU *                                                               | CVP                                                                 | andere                                                              |
| ------------------------------------------------------------------- | ------------------------------------------------------------------- | ------------------------------------------------------------------- | ------------------------------------------------------------------- | ------------------------------------------------------------------- | ------------------------------------------------------------------- | ------------------------------------------------------------------- | ------------------------------------------------------------------- | ------------------------------------------------------------------- | ------------------------------------------------------------------- | ------------------------------------------------------------------- | ------------------------------------------------------------------- |
| Nationalratswahlen 2023                                             | 41,9 %                                                              | 16,2 %                                                              | 8,4 %                                                               | –                                                                   | 6,6 %                                                               | 8,6 %                                                               | 6,8 %                                                               | 4,2 %                                                               | 3,1 %                                                               | –                                                                   | 3,9 %                                                               |
| Nationalratswahlen 2019                                             | 44,1 %                                                              | 13,8 %                                                              | –                                                                   | 8,3 %                                                               | 8,7 %                                                               | 8 %                                                                 | 7,3 %                                                               | 4,7 %                                                               | 1,4 %                                                               | 1 %                                                                 | 2,7 %                                                               |
| Grossratswahlen 2018                                                | 36,6 %                                                              | 22,1 %                                                              | –                                                                   | 12,5 %                                                              | 6,2 %                                                               | 5,3 %                                                               | 2,1 %                                                               | 9,2 %                                                               | 2,5 %                                                               | 0 %                                                                 | 3,5 %                                                               |
| Nationalratswahlen 2015                                             | 44,3 %                                                              | 7,6 %                                                               | –                                                                   | 13,2 %                                                              | 8,6 %                                                               | 6,9 %                                                               | 4,3 %                                                               | 5,1 %                                                               | 0,9 %                                                               | 0,3 %                                                               | 8,8 %                                                               |
| Grossratswahlen 2014                                                | 41 %                                                                | 15,7 %                                                              | –                                                                   | 13,4 %                                                              | 7,4 %                                                               | 5,9 %                                                               | 3,2 %                                                               | 10,3 %                                                              | 2,4 %                                                               | 0 %                                                                 | 0,7 %                                                               |
| Nationalratswahlen 2011                                             | 40,3 %                                                              | 15,6 %                                                              | –                                                                   | 17,2 %                                                              | 5,1 %                                                               | 4,7 %                                                               | 3,8 %                                                               | 8,4 %                                                               | 2 %                                                                 | 0,6 %                                                               | 2,3 %                                                               |
| Grossratswahlen 2010                                                | 38,6 %                                                              | 15,1 %                                                              | –                                                                   | 14,2 %                                                              | 8,2 %                                                               | 5,3 %                                                               | 2,7 %                                                               | 9,9 %                                                               | 2,6 %                                                               | 0 %                                                                 | 3,4 %                                                               |

Im Rahmen der Gemeindeautonomie hat die Gemeinde Melchnau ihre Leistungen im Lauf der Zeit ausgebaut: Sie baute 1821 ein erstes Schulhaus, richtete 1904 die elektrische Strassenbeleuchtung und 1922 eine kommunale Wasserversorgung ein, eröffnete ein Schwimmbad (1928) und erstellte einen Kindergarten (1949), eine Turnhalle (1963) sowie eine Zivilschutzanlage (1974–76). Die Gemeinde besorgt ferner den Strassenunterhalt, die Abwasserentsorgung und die Kehrichtabfuhr. Einzelne Dienstleistungen – namentlich die Feuerwehr, die Abwasserentsorgung und die sozialen Dienste – werden gemeinsam mit Nachbargemeinden erbracht.

## Burgergemeinde
Seit dem Ausscheidungsvertrag von 1867 ist die Burgergemeinde vollständig von der Einwohnergemeinde getrennt. Die Allmend wurde 1873 an die nutzungsberechtigten Burger verteilt, der Wald hingegen verblieb im Besitz der Burgergemeinde.

### Melchnauer Familienwappen
Mehrere Familien mit Heimatort Melchnau besitzen ein Familienwappen, welche in der Sammlung des Berner Staatsarchives zu finden sind.
| Wappen von Familien mit dem Heimatort Melchnau | Wappen von Familien mit dem Heimatort Melchnau | Wappen von Familien mit dem Heimatort Melchnau                 | Wappen von Familien mit dem Heimatort Melchnau | Wappen von Familien mit dem Heimatort Melchnau | Wappen von Familien mit dem Heimatort Melchnau | Wappen von Familien mit dem Heimatort Melchnau |
| Wappen                                         | Familienname                                   | Erstmalige Verwendung                                          | Blasonierung | In der Gemeinde seit                           | Anzahl Personen, die 1837 im Dorf wohnten      | Anzahl Personen, die 2000 im Dorf wohnten      |
| ---------------------------------------------- | ---------------------------------------------- | -------------------------------------------------------------- | --- | ---------------------------------------------- | ---------------------------------------------- | ---------------------------------------------- |
|                                                | Bösiger                                        | 1767 als Sandsteinrelief am Käserstock                         | In Blau mit einem roten Schrägbalken über einem grünen Dreiberg eine silberne, mit einem goldenen sechszackigen Stern gekrönte Pflugschar, daneben je ein goldener Davidsstern. | vor 1570                                       | 37                                             | 0                                              |
|                                                | Duppenthaler                                   | 1963                                                           | In Blau eine goldene Kanne. | vor 1570                                       | 53                                             | 42                                             |
|                                                | Jenzer                                         | 1829                                                           | In Gold auf einem grünen Dreiberg ein natürliches Kleeblatt. | vor 1570                                       | 55                                             | 24                                             |
|                                                | Jufer                                          | um 1800                                                        | In Blau drei goldene Sterne im Dreieck angeordnet und ein liegender Halbmond.                                                                                                   | vor 1570                                       | 86                                             | 26                                             |
|                                                | Käser                                          | 1848 als Vorlage eines Siegels für Jakob Käser                 | In Gold ein schwarzer, über ein rotes Feuer gehängter Käserkessel. | seit 1651                                      | 40                                             | 1                                              |
|                                                | Leibundgut                                     | s.D.                                                           | In Rot über einem grünen Dreiberg ein Mann, oberhalb («Leib»), in silbernem Gewand, einen goldenen Geldsäckel («Gut») haltend, links ein goldener Stern.                        | vor 1570                                       | 125                                            | 51                                             |
|                                                | Leuenberger                                    | 1728 als Wappen am früheren Löwenstock, Schmittenhubel-strasse | In Blau ein halber steigender Löwe über einem halben silbernen Mühlerad. | seit 1620                                      | 115                                            | 56                                             |
|                                                | Roth                                           | s.D.                                                           | In Silber ein roter Balken, darüber zwei, darunter eine rote Rose mit goldenem Blütenstand und grünen Kelchblättern.                                                            | vor 1570                                       | 102                                            | 36                                             |
|                                                | Schärer                                        | 1969                                                           | In Rot über einem grünen Sechsberg eine silberne offene Schere. | seit 1696                                      | 12                                             | 7                                              |
|                                                | Schulthess                                     | 1930                                                           | In Rot zwei diagonale schwarze Schultheissenstäbe, dazwischen vier weisse Rosen mit goldenem Blütenstand und grünen Kelchblättern.                                              | vor 1570                                       | 97                                             | 34                                             |

## Kirchgemeinde
Melchnau gehörte bis zur Reformation zusammen mit den heutigen Gemeinden Busswil, Reisiswil, Gondiswil (Kanton Bern) und Fischbach, Altbüron, Grossdietwil (Kanton Luzern) zur Pfarrei Grossdietwil. Diese war wiederum Teil des Dekanats Wynau und des Bistums Konstanz. Auf der Burg Grünenberg gab es die Kapelle St. Georg, deren letzter Priester 1470 eingesetzt wurde und die den Burgherren und deren Dienstleuten vorbehalten war.
Die erste eigene Dorfkirche wurde 1509 auf einem Sporn des auslaufenden Schlossbergs gebaut, vermutlich wurde sie mit den Reliquien der aufgegebenen Schlosskapelle ausgestattet. Mit der Berner Reformation entstand die heutige Kirchgemeinde Melchnau, bestehend aus den vier Berner Dörfern Melchnau, Gondiswil, Reisiswil und Busswil.

### Heutige Kirche von 1710

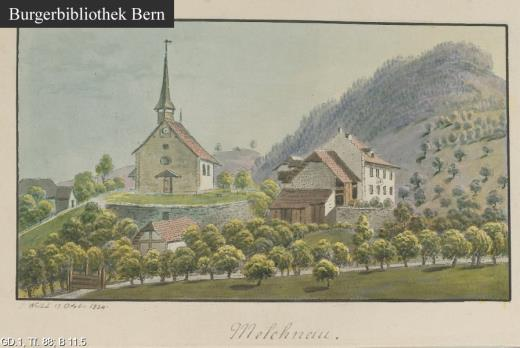
Kirche und Pfarrhaus Melchnau 1824, kolorierte Aquatinta von Jakob Samuel Weibel. Archiv der Burgergemeinde Bern.

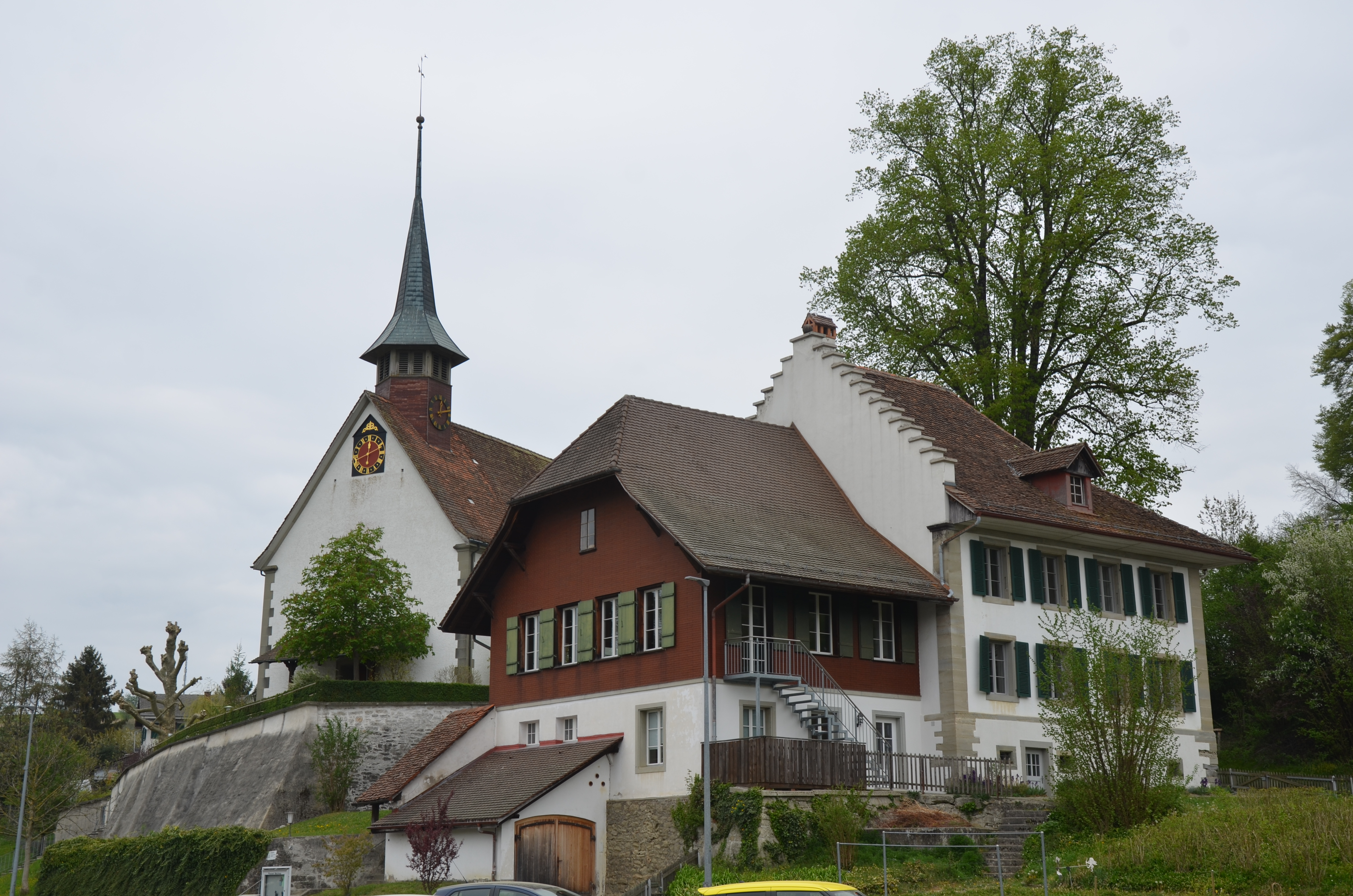
Kirche, Pfarrhaus und Kirchgemeindehaus von Melchnau, April 2020

1709 wurde die heutige Kirche unter der Leitung des Berner Werkmeisters Abraham Dünz II. gebaut, vermutlich mit den Steinen und auf dem Fundament der bisherigen Kirche. Die Kirche war nach gut 3,5 Monaten aufgerichtet, und am 25. August wurde die erste Predigt gehalten. Eingeweiht wurde die Kirche am 2. Februar 1710 mit einer Predigt zu 1. Petrus 2, 5: Und auch ihr als lebendige Steine erbaut euch zum geistlichen Hause und zur heiligen Priesterschaft, zu opfern geistliche Opfer, die Gott wohlgefällig sind durch Jesus Christus. – 1. Petrus 2,5 
Die Kirche Melchnau ist ein typischer protestantischer Predigtsaal und äusserlich wie innerlich äusserst bescheiden. Als Vorbild könnte die Kirche Bätterkinden gedient haben, welche 1664 unter der Leitung von Abraham Dünz I. gebaut wurde. Der Chor der Kirche ist nach Nordosten ausgerichtet, während die Eingangsfront mit Vordach in Richtung Westen über dem Dorf thront. Einzigartig sind die Wappen an den Melchnauer Kirchenfenstern: Unter den Stiftern finden sich zwei katholische Donatoren, nämlich der Abt Malachius Glutz des Klosters St. Urban und der Probst des Chorherrenstifts St. Michael Beromünster. Auch 180 Jahre nach der Reformation scheinen die Gemeinden noch in Kontakt gestanden zu haben. Daneben finden sich Wappenscheiben der Städte Zofingen und Burgdorf, des Nachbardorfs Madiswil (mit einem Rechtsmähder), des Staats Bern und des Schultheissen zu Bern Johann Friedrich Willading, der Landvögte zu Aarwangen Hieronymus von Erlach und Johann Rudolf von Wurstemberger sowie des Pfarrers Johann Jakob Nüschiker, welcher um 1709 in Melchnau predigte.
Der Taufstein wurde von Antoni Stab 1582 erstellt und in der neuen Kirche beibehalten. Der Melchnauer Taufstein ist «der bedeutendste nachgotische Taufstein der Schweiz […]. Stab vereinte gekonnt die Elemente der herrschenden Spätgotik mit denjenigen der Renaissance». Am Taufstein aus Sandstein ist zweimal das Monogramm Stabs angebracht, daneben die Jahrzahl 1709, die bei der Versetzung in die neue Kirche ergänzt wurde. Daneben ist mehrmals der Berner Bär und der Sechsberg der Grünenberger eingemeisselt. Der Taufstein steht heute in der Mitte des Chors.
Für die Kirche wurde 1710 ein neuer Abendmahlstisch erstellt, welcher vom ehemaligen Pfarrer Heinrich Steinegger (1668–1679 Prädikant in Melchnau) gestiftet wurde. Der Tisch trägt an einer Aussenseite das Wappen von Steineggers, ein aufrecht gehender Ziegenbock, innen den Spruch: Aus der Liebe zu seiner alten gmein / Verehret disen Tisch von Stein / Joh. Heinrich Steinegger gewäsener Prediger allhier. Ebenfalls aus dem Baujahr stammt die barocke, aber schlichte Kanzel.
Wie in den anderen reformierten Kirchen üblich, war auch die Kirche von Melchnau zu Beginn nicht mit einer Orgel ausgestattet. Zu Ende des 18. Jahrhunderts wurde der Gesang der Gemeinde mit Posaunen unterstützt, wie Jakob Käser in der «topographischen, historischen und statistischen Darstellung des Dorfes Melchnau» schrieb. Offenbar wurde bereits 1843 eine Orgel angeschafft, welche die Gemeinde allerdings nicht befriedigen konnte. So baute 1847 Niklaus Weber aus Huttwil die zweite Melchnauer Orgel. In das Gehäuse ebendieser Orgel baute die Orgelfirma Kuhn aus Männedorf 1900 eine neue Orgel ein, 1950 wurde das Gehäuse massiv umgestaltet. Das Gehäuse der Orgel wurde bei der Renovation von 1993/94 wieder korrigiert und dem ursprünglichen Orgelprospekt nachempfunden.
Dem Dachstuhl der Kirche ist ein Dachreiter aufgesetzt, in dem sich die drei Glocken befinden, in Richtung Norden und Süden ist je ein Ziffernblatt angebracht.

### Pfarr- und Kirchgemeindehaus
Da die Kirchgemeinde erst nach der Reformation entstand, besass die Gemeinde keine Pfrundgüter, mit deren Ertrag die Pfarrer besoldet werden konnten. So kaufte der Staat Bern 1557 ein Haus, Hof und Spycher, welche allerdings ausserhalb des Dorfes lagen. Erst 1749–1751 wurde das heutige Pfarrhaus mit dem markanten Treppengiebel gebaut. An der Westseite, in Richtung Dorf, befand sich die Pfarrscheune, welche 1954 durch Brandstiftung verloren ging. Seit 1965 mietete die Kirchgemeinde die Pfarrscheune und nutzte sie als Kirchgemeindehaus. 2001 kaufte die Kirchgemeinde dem Kanton Bern die ganze Liegenschaft ab. Kirche, Pfarr- und Kirchgemeindehaus und der dazwischenliegende Speicher sind heute Kulturgüter von regionaler Bedeutung und geschützt.

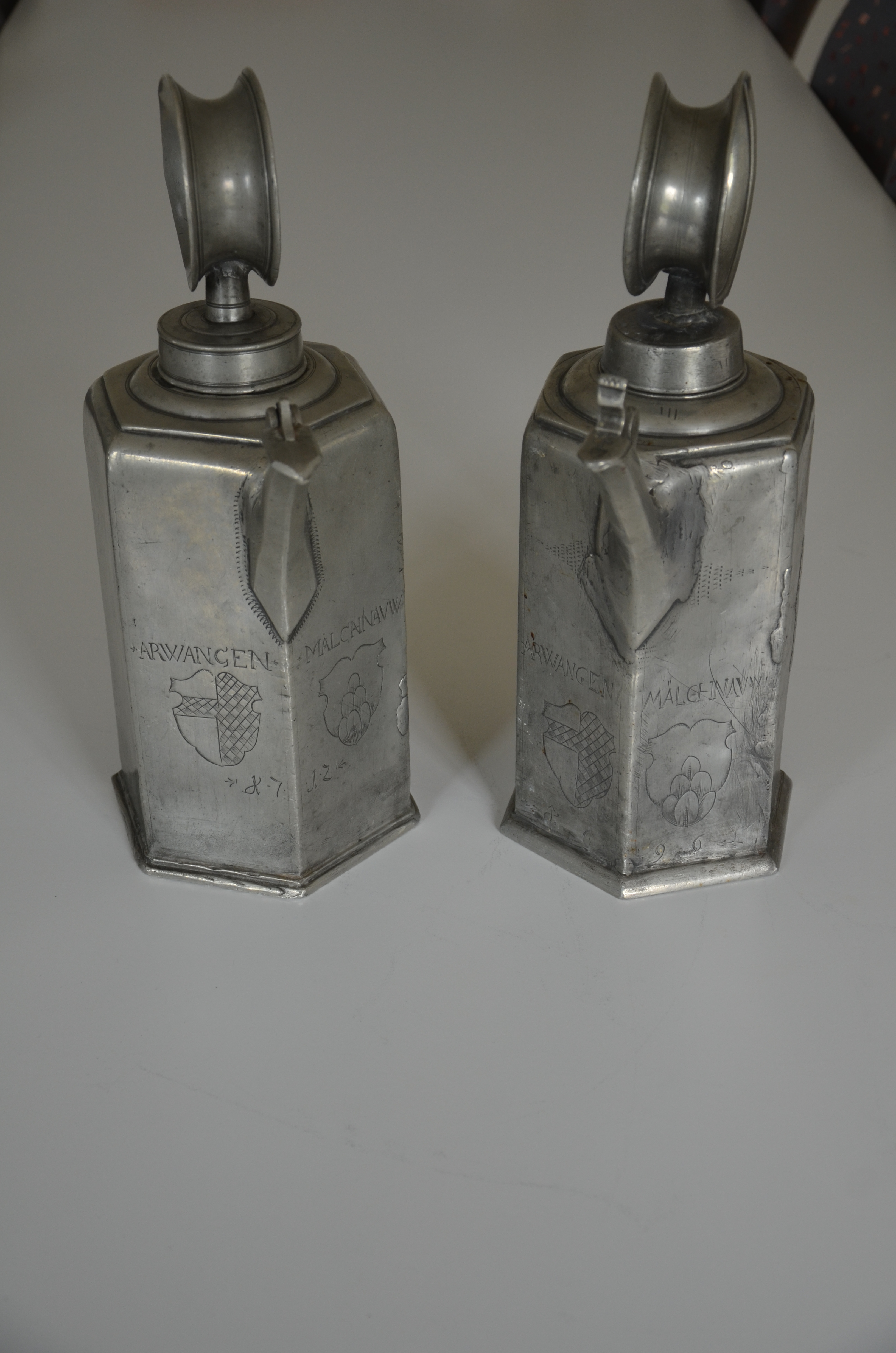
Abendmahlskannen, linke Kanne von 1712, rechte Kanne von 1696
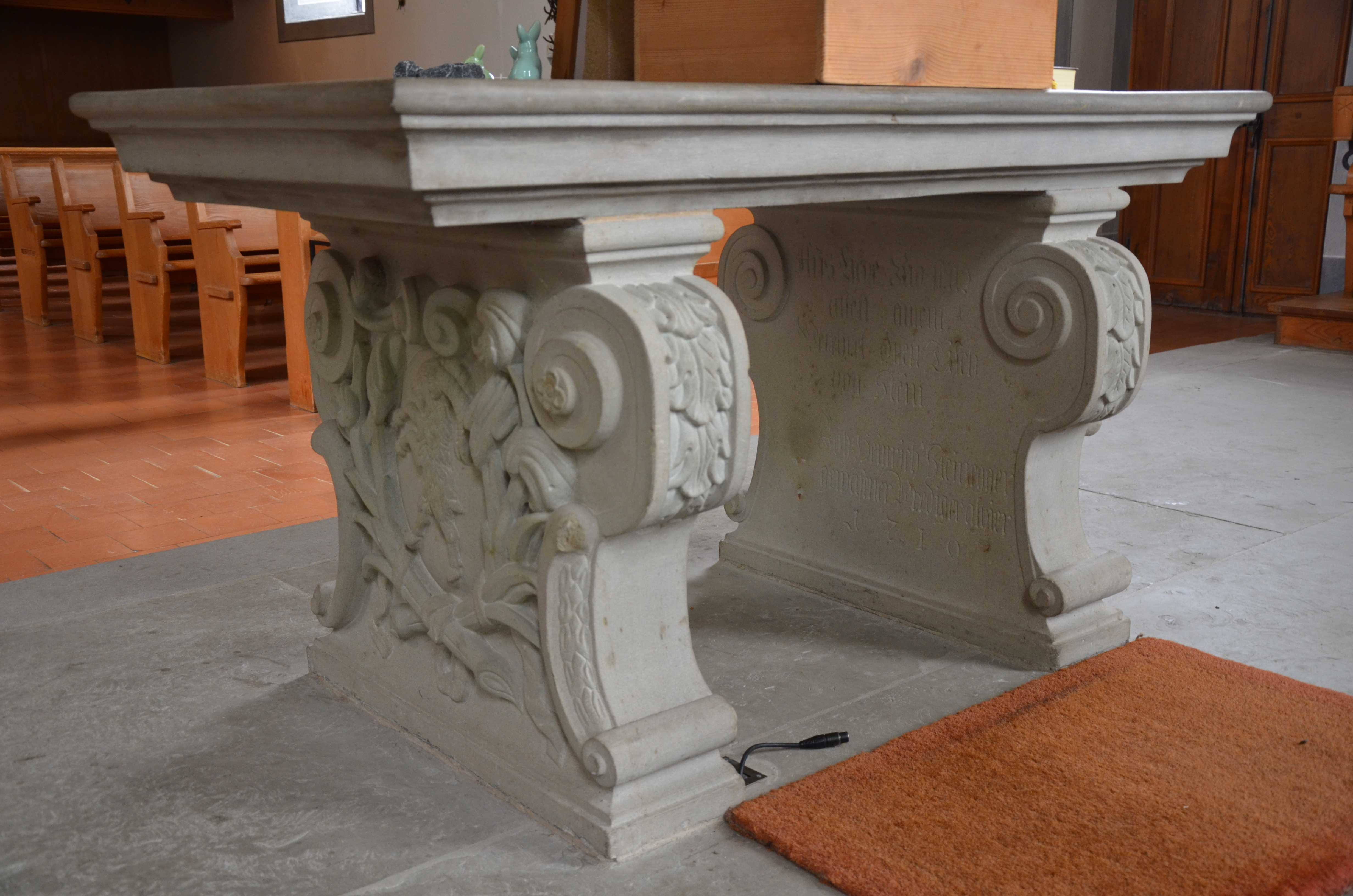
Abendmahlstisch von 1710, gestiftet von Heinrich Steinegger, ehemaliger Pfarrer
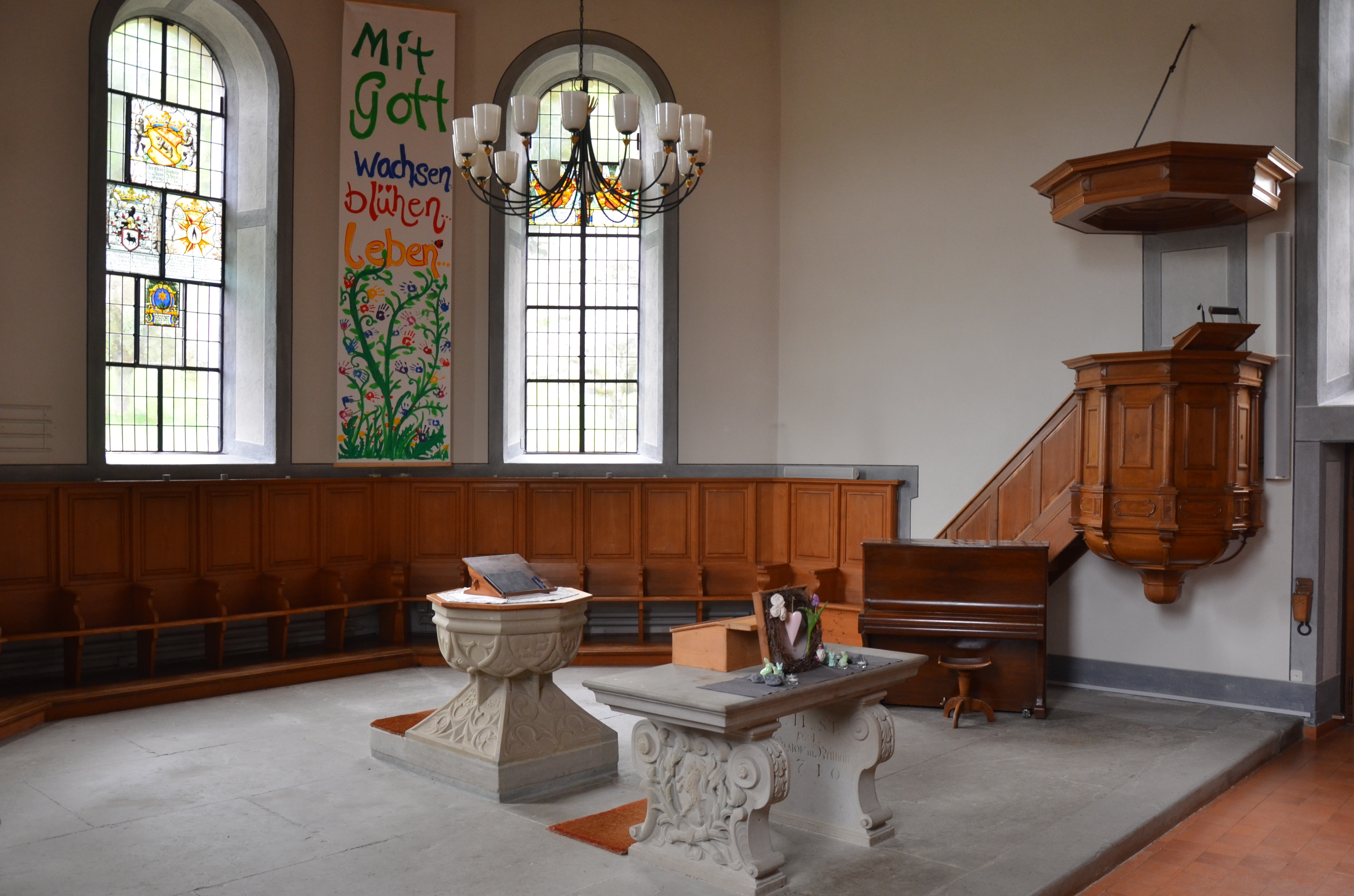
Chor mit neugotischem Taufstein, Abendmahlstisch und barocker Kanzel
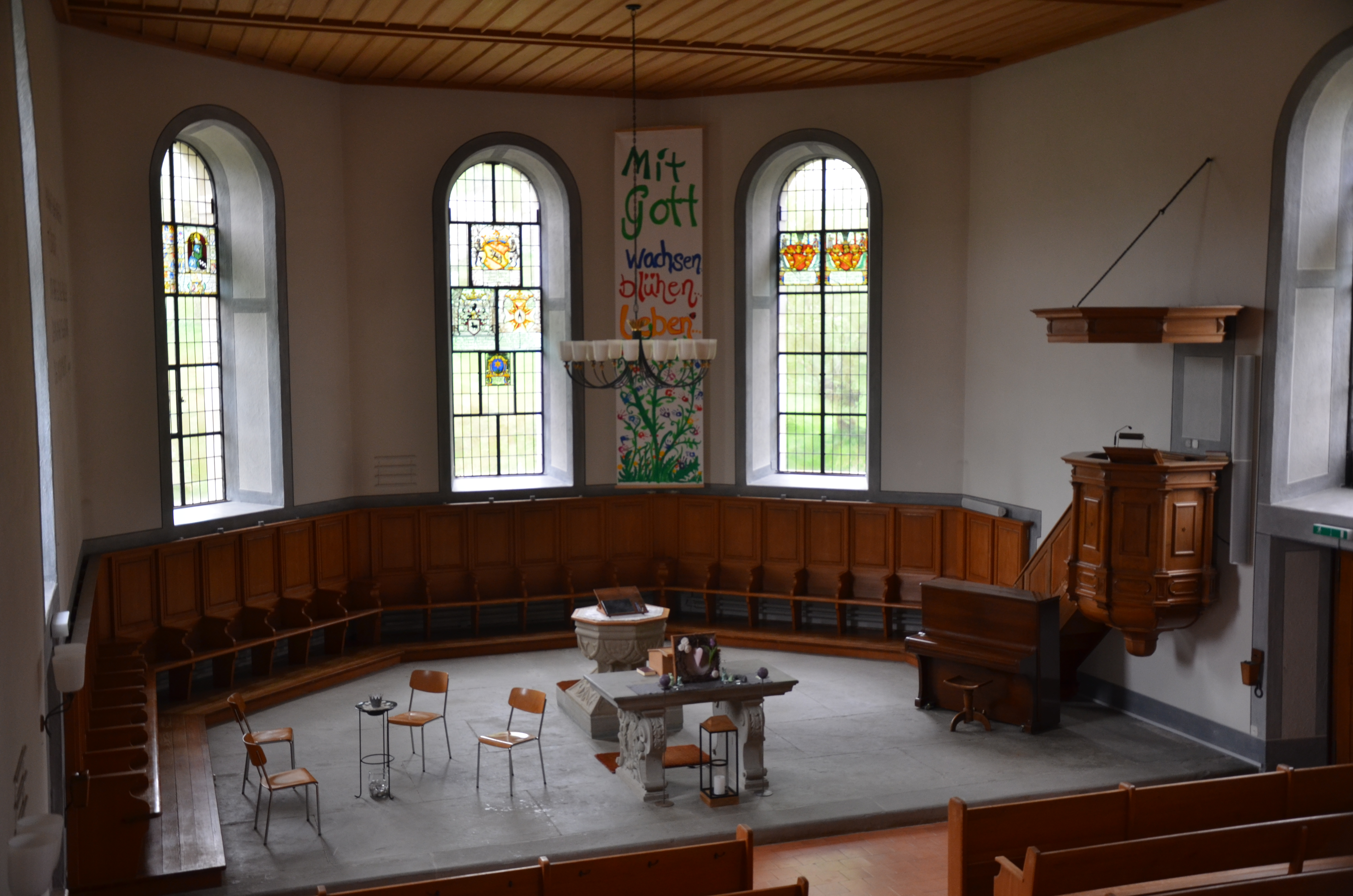
Blick in den Chor von der Empore
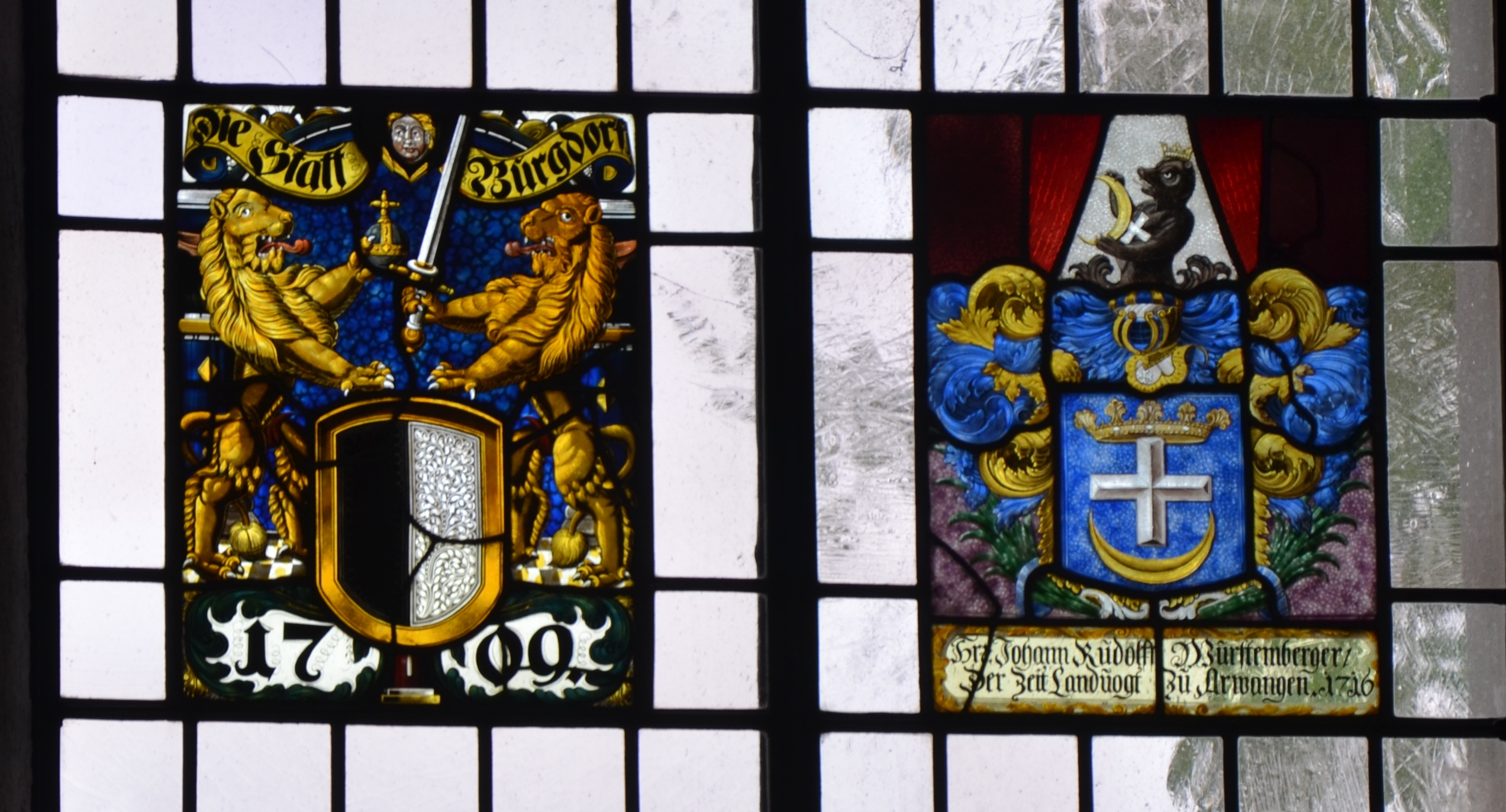
Links Wappenscheibe der Stadt Burgdorf, rechts Wappenscheibe des Landvogts zu Aarwangen Johann Rodolf von Wurstemberger
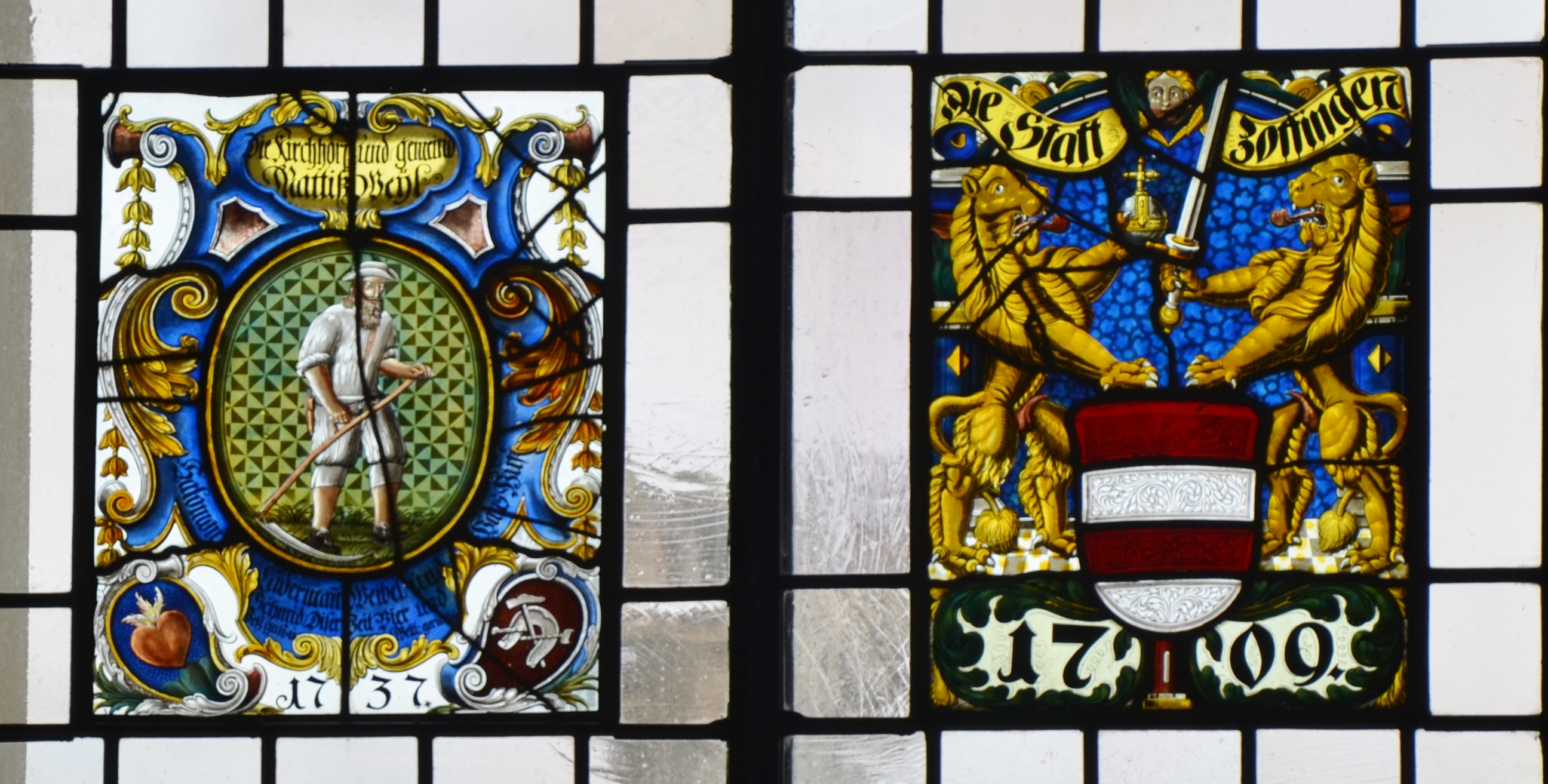
Links Wappenscheibe von Madiswil mit Rechtsmähder (!), rechts die Wappenscheibe der Stadt Zofingen
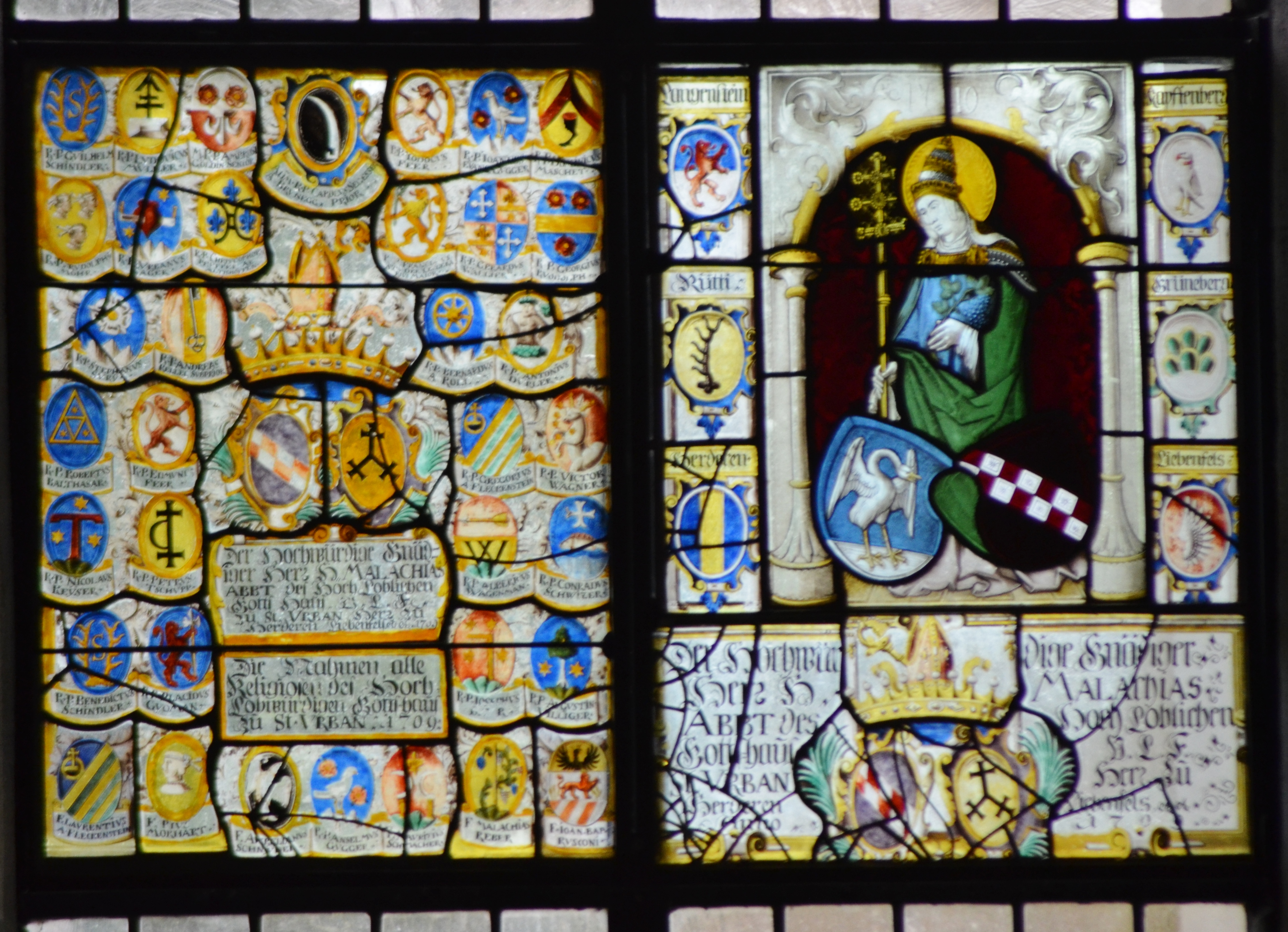
Links die «Religiosen» von St. Urban, rechts die Scheibe von 1510 mit den Stiftern des Klosters St. Urban
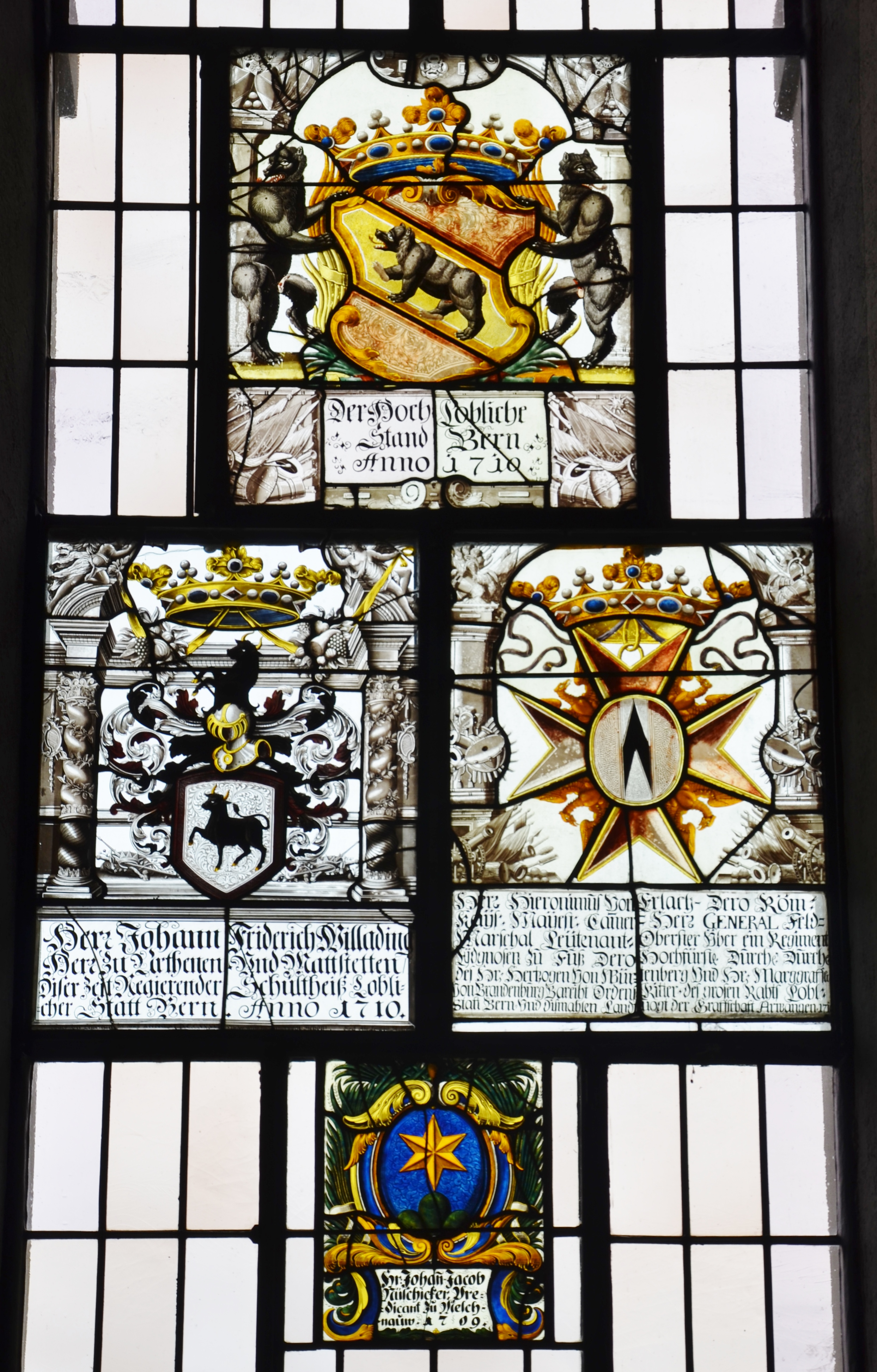
Oben: Fenster des «Hoch Lobliche[n] Standes Bern». Mitte links: Wappenscheibe des Schultheissen Johann Friedrich Willading. Mitte rechts: Wappenscheibe des Hieronimus von Erlach, Landvogt zu Aarwangen. Unten: Wappenscheibe des Prädikanten Johann Jakob Nüschiker (Pfarrer während des Neubaus).
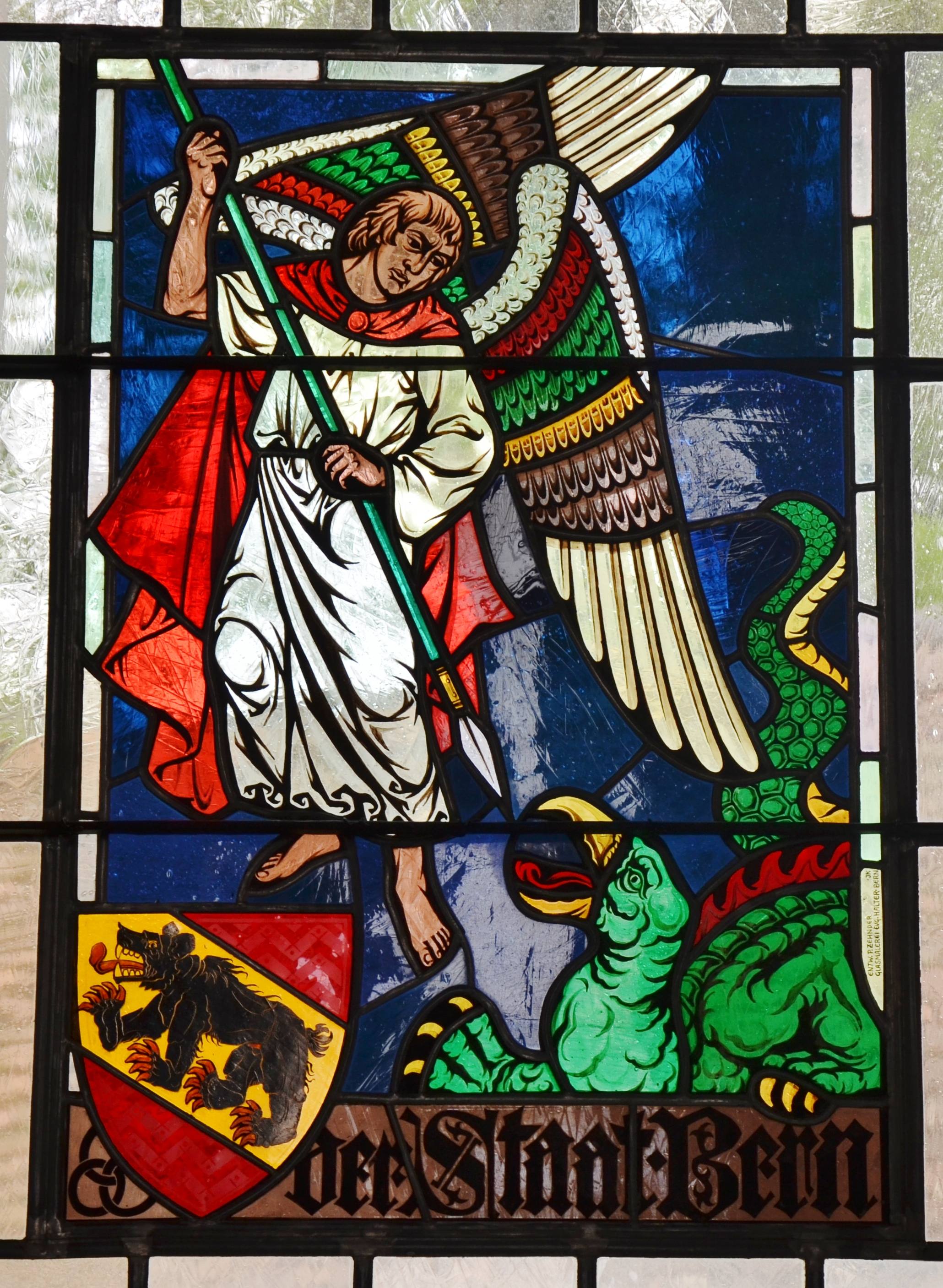
Neuere Scheibe des Staates Bern
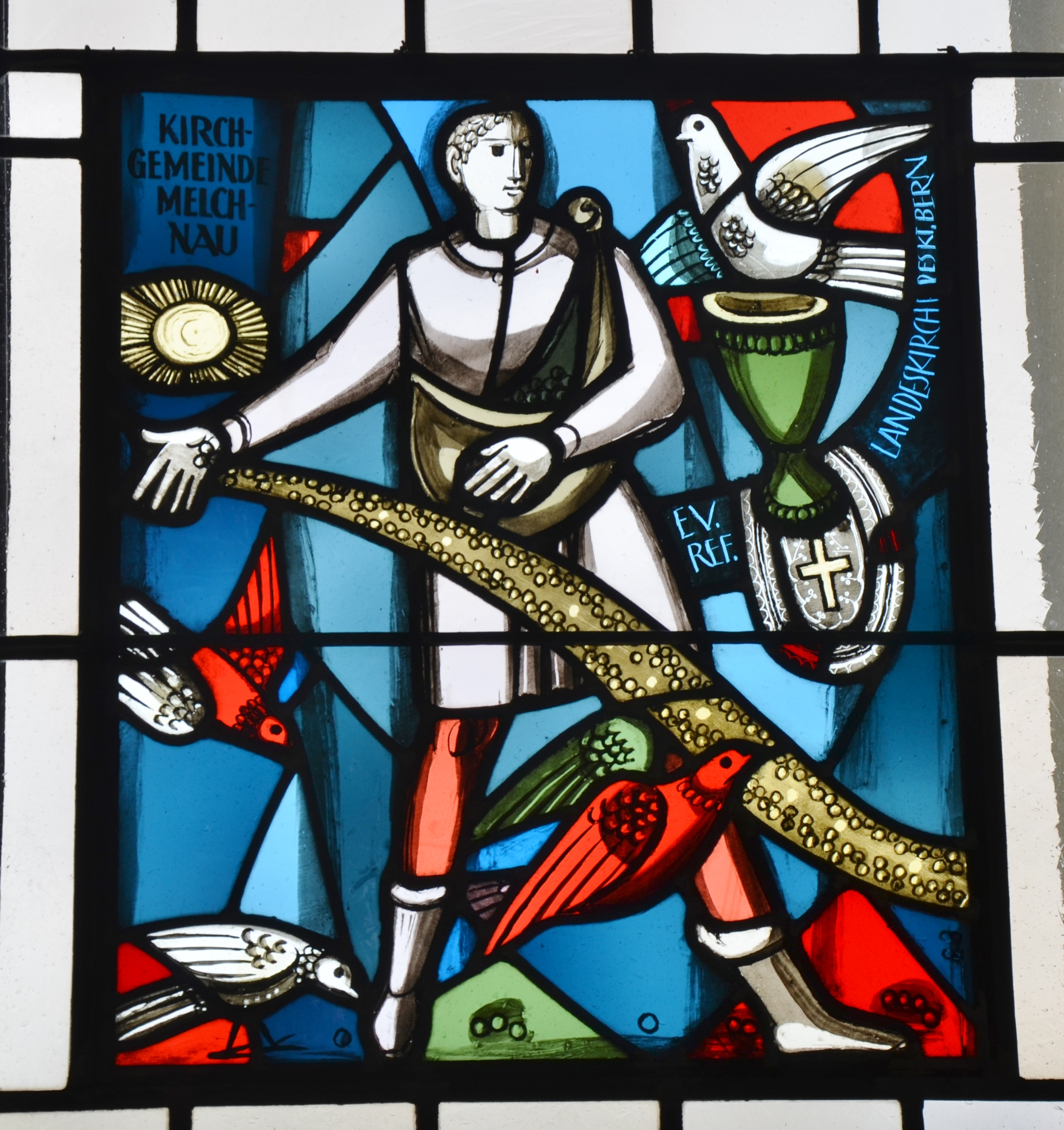
Neuere Scheibe, Sämann der Evangelisch reformierten Landeskirche Bern
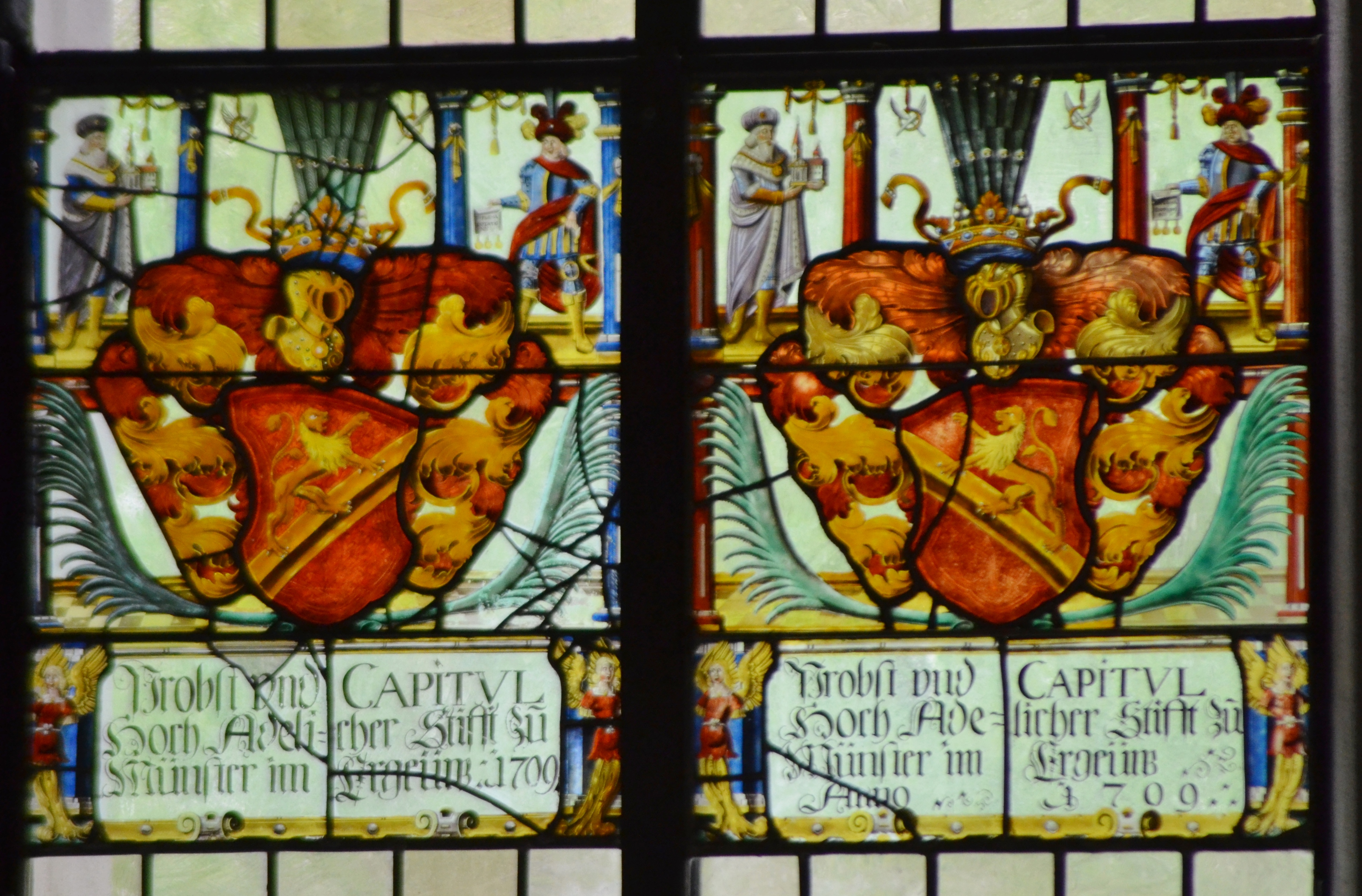
Doppelfenster von Beromünster «Probst und CAPITUL Hoch-Adelicher Stift zu Münster im Ergüw 1709». Links oben ein Chorherr mit einem Modell der Kirche Beromünster, Rechts oben ein Chorherr mit einer Schenkungsurkunde («Diploma Dotationis»)
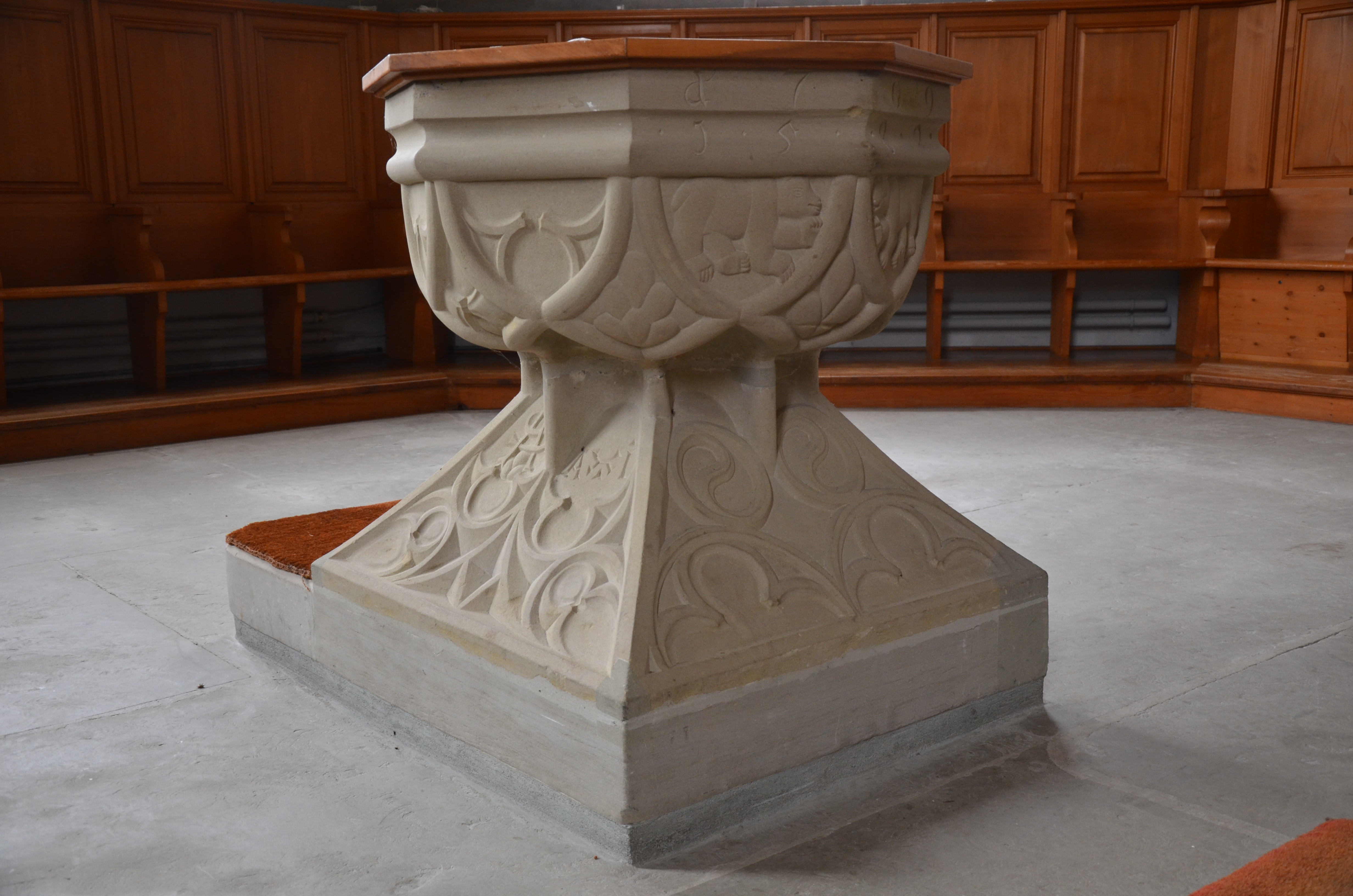
Taufstein von 1582, aus der alten Kirche in die neue Kirche von 1709 versetzt.
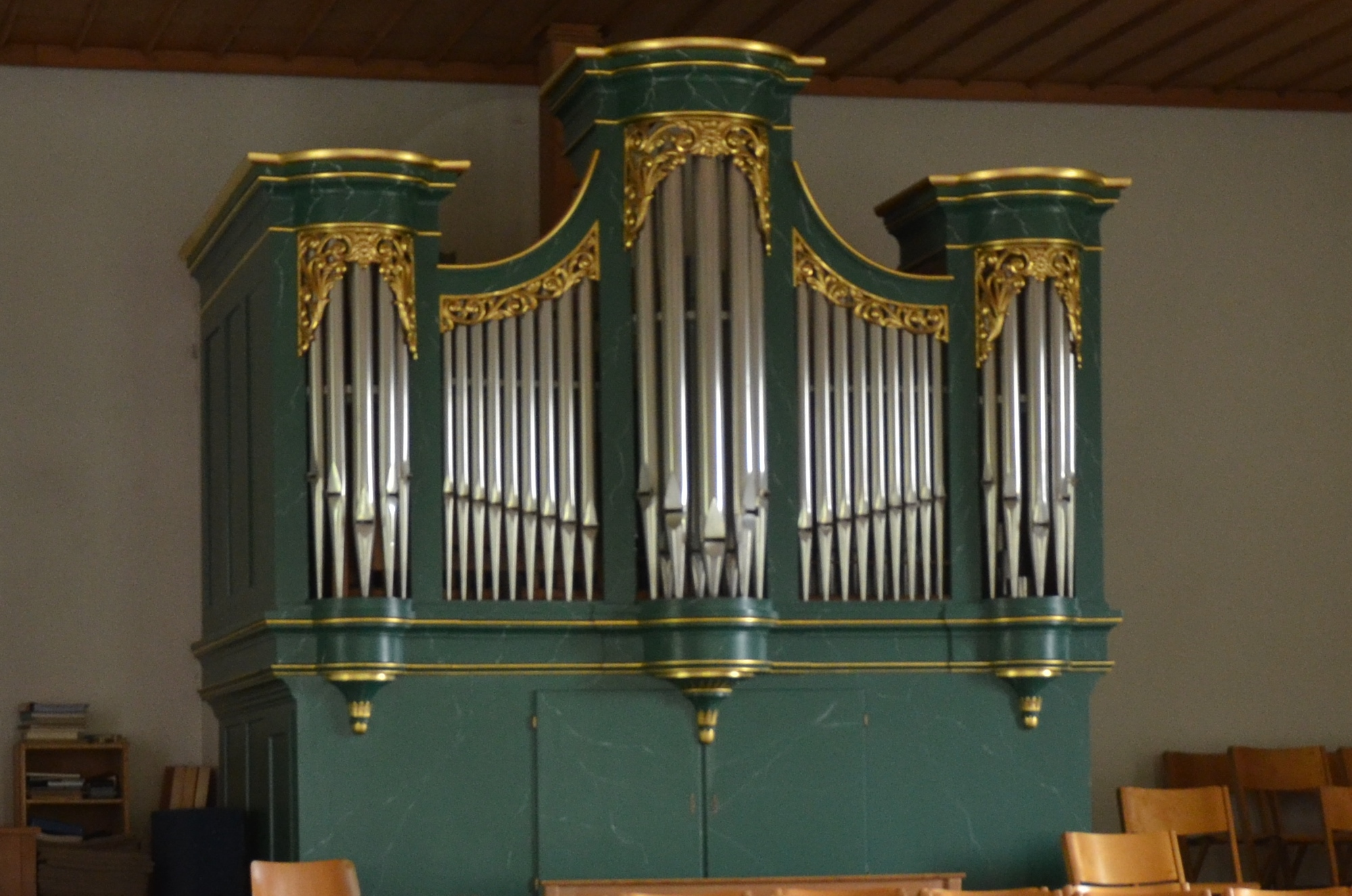
Orgelprospekt im Zustand von 1994

### Alters- und Pflegeheim Schärme
Seit 1969 plante ein Initiativkomitee den Bau eines Alters- und Pflegeheims, im Komitee war auch der damalige Pfarrer Dähler vertreten. 1972 konnte, nach vorgängigen Sammlungen bei einem Dorffest und Spenden, unter anderem von der Teppichfabrik, ein Baugrundstück an der Stämpfligasse erworben werden. 1975/76 wurde das Haus gebaut, als Bauherrin war die Kirchgemeinde Melchnau verantwortlich. Bereits 1976 konnte das neue Alters- und Leichtpflegeheim eingeweiht werden. Die Aufsicht obliegt bis heute dem Altersheimverein Melchnau.

## Schule

### Geschichte
Bereits 1638 wurde der erste Melchnauer Schulmeister schriftlich erwähnt. Im sogenannten «Pfisterhaus» befand sich die erste öffentliche Schule des Dorfes, das Haus stand auf dem heutigen Spielplatz der Schulanlage. Der Unterricht fand in einer düsteren Stube im Erdgeschoss statt, auf dem Ofen hätten 12 Kinder gleichzeitig sitzen können. Direkt darüber befand sich die Lehrerwohnung, im hinteren Hausteil ein Tenn und Stall. 1821 wurde dann das erste richtige Schulhaus gebaut, es war mit zwei Schulzimmern und zwei Lehrerwohnungen deutlich grösser als das bisherige. Als der Kanton Bern 1831 die obligatorische Schulpflicht einführte, besuchten deutlich mehr Kinder die Schule, 1850 waren es etwa 330 Kinder, die in vier Klassen unterrichtet wurden.
Das heute «alte Schulhaus» genannte Schulhaus wurde 1879 gebaut, nachdem im Vorjahr das Schulhaus von 1821 abgebrannt war. Das imposante, dreigeschossige Haus ist ein zeittypischer Bau zwischen Klassizismus und Historismus und ist als schützenswertes K-Objekt eingestuft.
1963 wurde das «neue Schulhaus» mit der Turnhalle und den Werkräumen im Untergeschoss gebaut.

### Schulbetrieb
Ca. 190 Kinder aus Melchnau und Busswil bei Melchnau werden von ca. 30 Lehrkräften in neun Mischklassen unterrichtet. Die zwei Kindergärten, die ebenfalls zur Schule gehören, befinden sich im Oberdorf (Kirchfeld) und über der Bäckerei Liebu. Die Schule steht unter der Aufsicht der fünfköpfigen Schulkommission, in der der Gemeinde Busswil bei Melchnau ein Sitz zusteht. Zusammen mit den Gemeinden Gondiswil, Reisiswil und Obersteckholz bildet Melchnau den IBEM-Verband (Integration und Besondere Massnahmen) Zusammenarbeit Besondere Massnahmen Oberaargau Ost (ZBMO). Die Schulleitung Melchnau leitet die ZBMO, während die Schulkommission Melchnau den IBEM-Verband beaufsichtigt.
Die Sekundarstufe 1 wird seit August 2008 vollständig in Melchnau unterrichtet. Die drei Oberstufenklassen werden nach dem Modell 3b (Spiegel) unterrichtet.
Weiterführende Schulen werden in Langenthal (Berufsschulen, Fachmittelschule, Gymnasium) besucht.

## Kultur und Freizeit

### Melchnauerlied
Vermutlich zu Beginn des 19. Jahrhunderts ist das Melchnauerlied entstanden, welches von einer übergrossen Kuh erzählt. Diese habe ihre Hinterbeine auf den Bodmen und die Vorderbeine auf den Guger stellen müssen, damit man sie melken konnte. Die Milch sei dann im Mühli-Weiher gesammelt worden. Als einst ein Schneider in den Milchsee gefallen sei, sei dieser im Herbst bei der Flachsbrechete in einem Butterballen wieder zum Vorschein gekommen.
Vom Lied gibt es offenbar vier unterschiedliche Fassungen, eine Auswiler Fassung, eine Obersteckholzer Fassung, eine Melchnauer Fassung und die alte Fassung, wie sie Alfred Häusler 1920 druckte. Die Auswiler und Obersteckholzer Fassung, welche sich kaum unterscheiden würden, hätten vor allem dazu gedient, die Melchnauer zu necken.

| Text des alten Melchnauerliedes (nach Alfred Häusler, um 1920) | | | |
| Ein Märchen hab’ ich einst gehört, Das gebe ich hier unzerstört, Grad wie ich es empfangen. Es ist ein Ort im Kanton Bern Angrenzend an Kanton Luzern Im Oberamt Aarwangen. Melchnau wird es tituliert Und ist so malerisch geziert Besonders bei der Schmidten. Vor alter Zeit hei si da E grossi Chue zu eige gha Im Guger und im Bodme. | Zum Melche het si müesse stah Die vordere Bei im Guger ha Die hintere hienide (im Bodme) Dert obe a dem Mühlirain Dert het si müess gmulche sein Am Morge und am Obe. Bir Mühli ist a Weyer gsi Wo man die Chue het gmulche dri Anstatt in einen Kübel. Einst het es si du zugetreit, Es ist e Schnider i Weyer geheit Das war ja ein gross Uebel. | Druf wo du s’Müllers hei im Herbst Die Brechete hei gha, die grösst, Da isch es ne du glunge, Si hei bim Znüni i dem Stock, Dä Schnider i dem Ankebock Au wieder umegfunge. Und das het du der Anlass gä Dem Melchnau so der Name z’gä Vo wege der Chue z’melche, Dennzmol ist gar viel z’brichte gsi Vom me e,e, (Bock) Schniderli Und vo de Ankeböcke. | Das Liedli hani nid erdacht Es het mers Eine z’Ohre bracht Zu unterst bei der Emme, Zu Kirchberg a de Stross nach Bern. Und wärs nid glaubt ist hür was färn Und cha darüber gränne. |

### Freibad

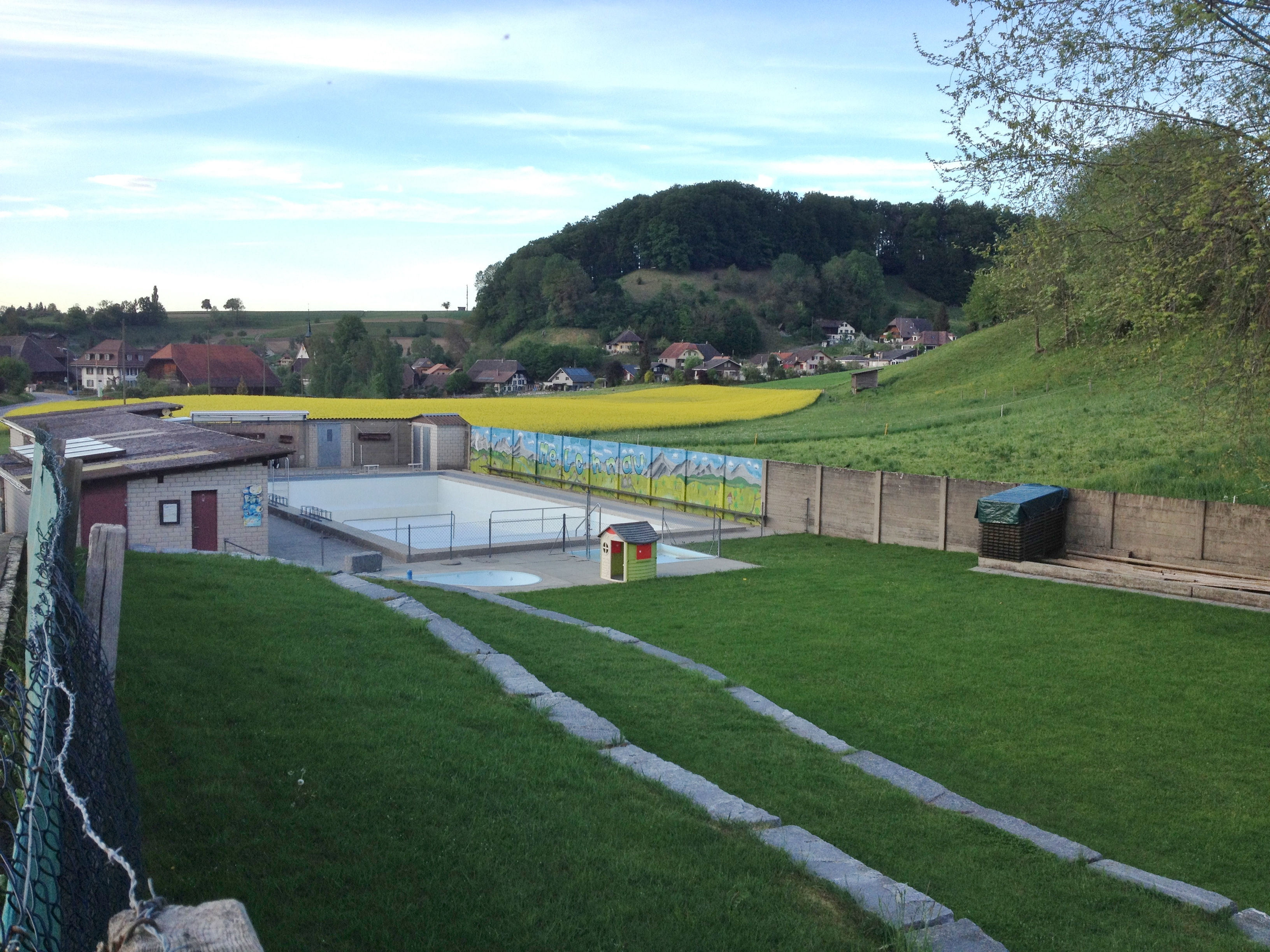
Freibad Melchnau, Baujahr 1928 mit Blick auf den Schlossberg

Bereits 1873 wurde in der Gemeinde der Wunsch nach einer «Kaltwasser-Badeanstalt» laut und fand Eingang in ein Protokoll des Lesevereins. Offenbar wurde 1896 mit dem Bau begonnen, die Burgergemeinde stellte Holz und Steine zur Verfügung, während die Einwohnergemeinde 300 Franken Baukosten übernahm. Bereits 1906 wurden Zweifel laut, ob der Ertrag aus dem Betrieb des Freibads die anfallenden Kosten decke. 1928 wurde die Badi an ihrem heutigen Standort, ausserhalb des Oberdorfes, gebaut. Melchnau verfügte damit über eines der ersten Freibäder im Kanton.

## Persönlichkeiten
- Don Balmer (1937–2024), Schauspieler
- Christine Blum (* 1958), Gemeinderätin und Grossrätin (SP)
- Agnes Müller (* 1977), Squashspielerin
- Andreas Reinhard (* 1956), Erfinder

## Bilder

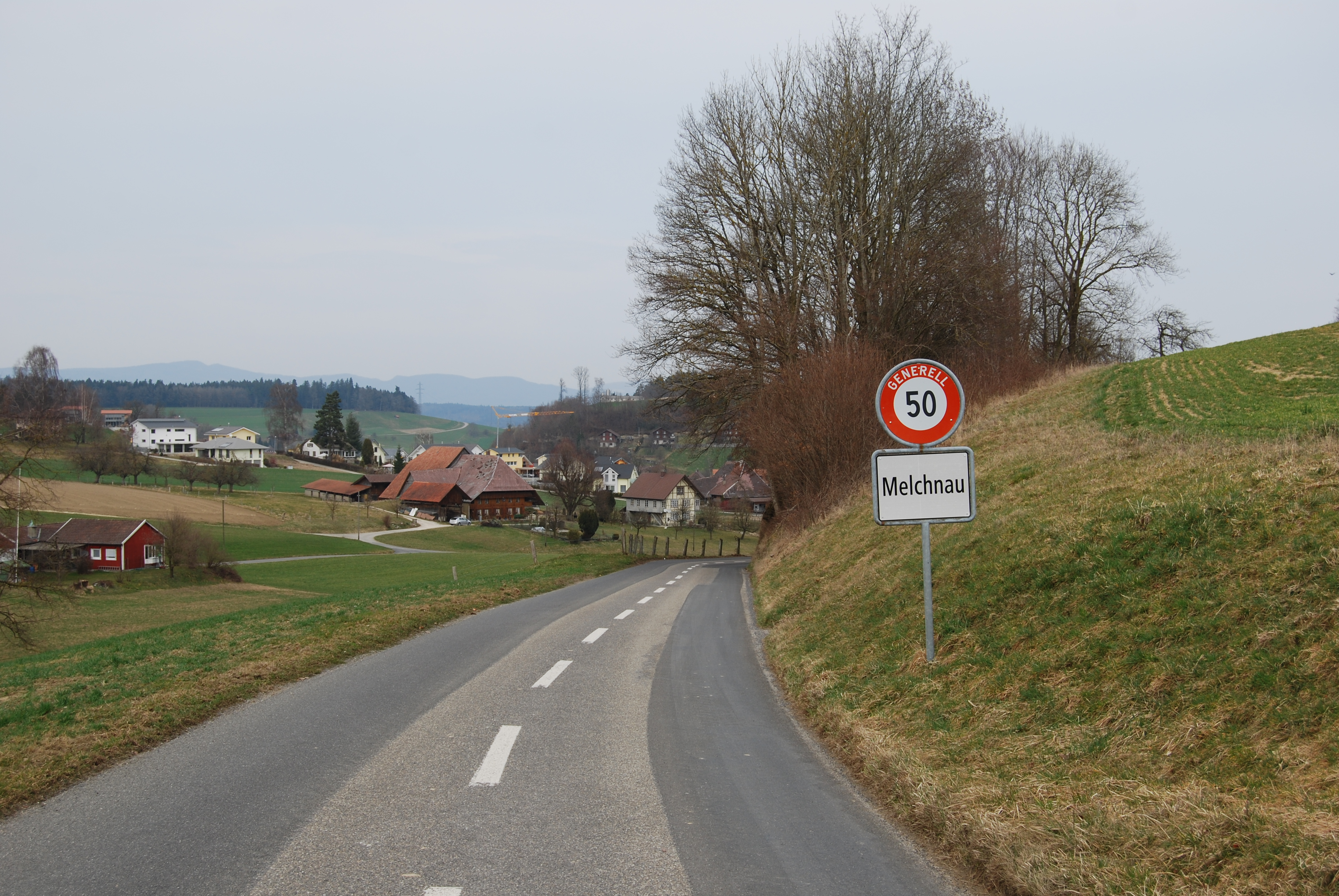
Ortseingang von Reisiswil her kommend
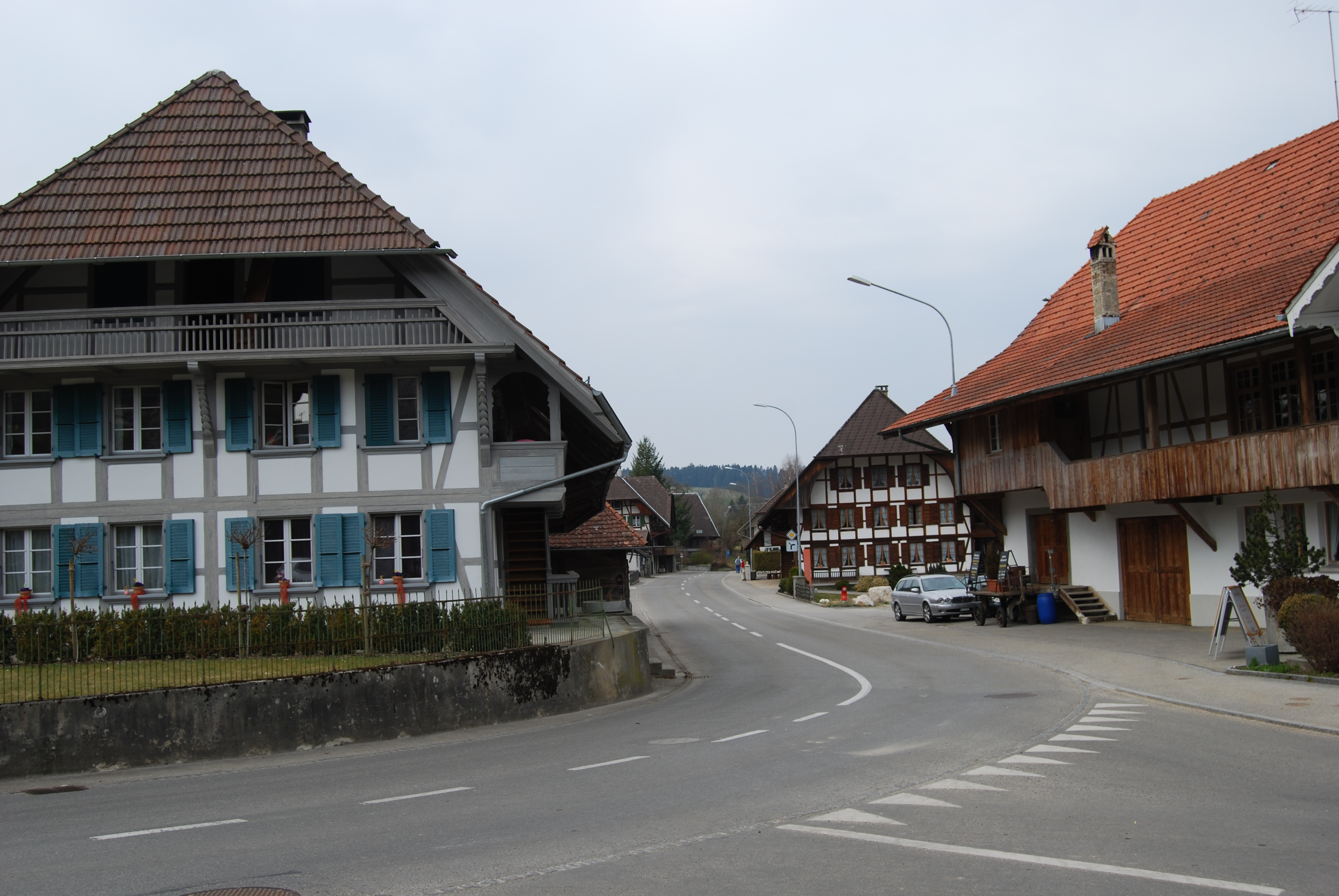
Oberdorf mit Fachwerkhäusern. Rechter Bildrand Restaurant Linde, dahinter ehemalige Säge.
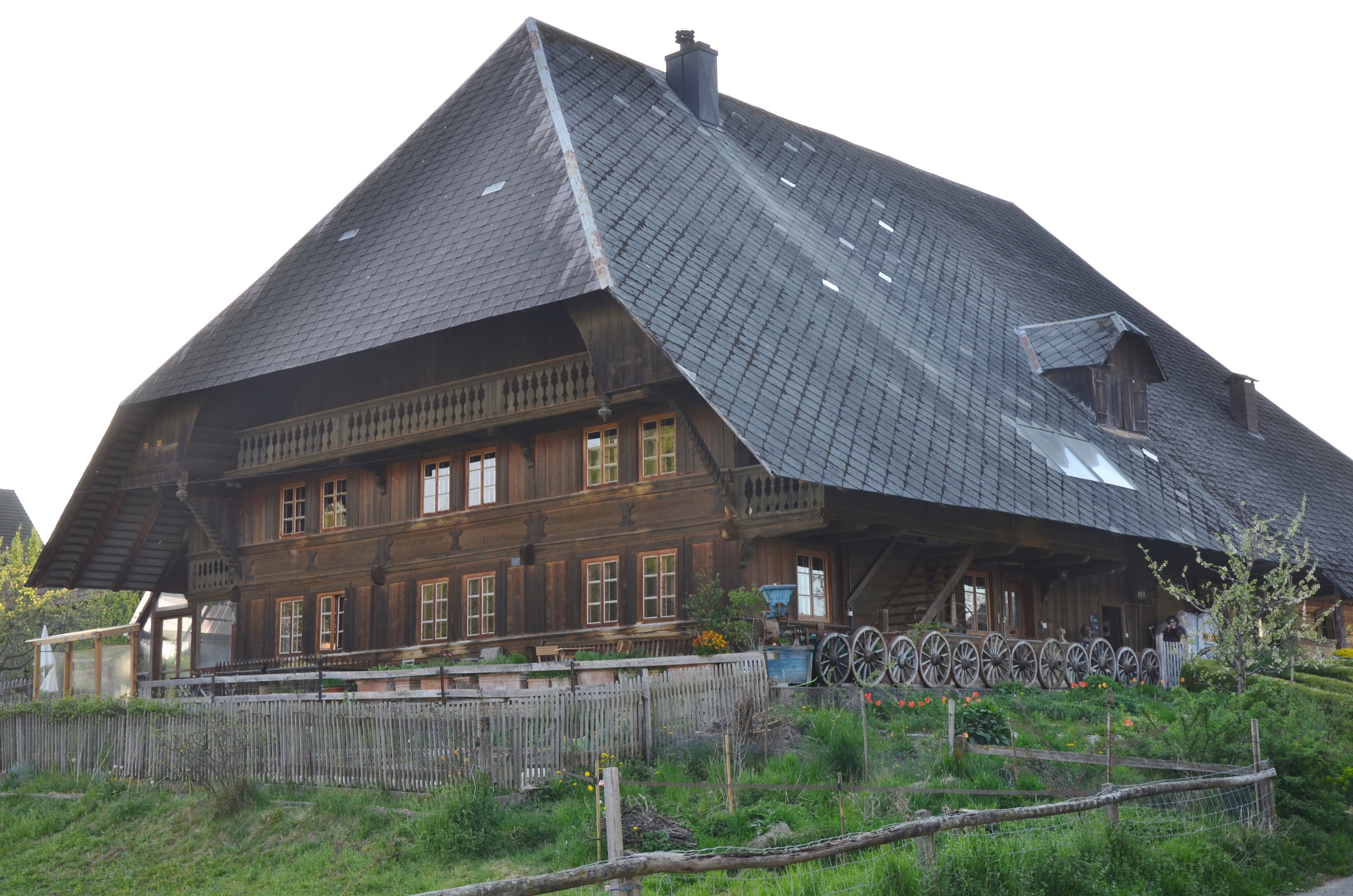
Ehemaliges Bauernhaus von 1812, auf Gewölbekeller von 1608 gebaut
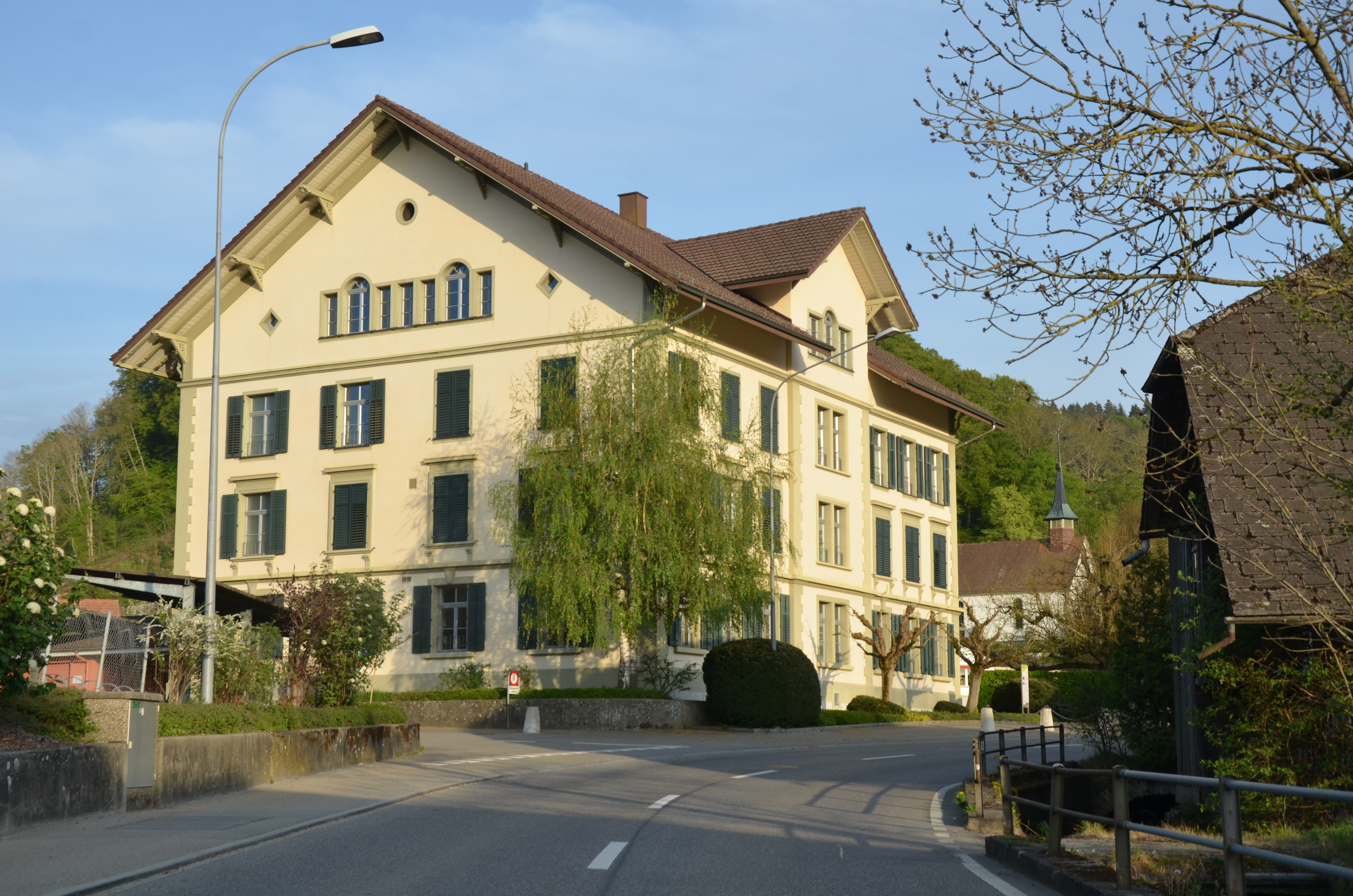
Altes Schulhaus Baujahr 1879, zwischen Klassizismus und Historismus
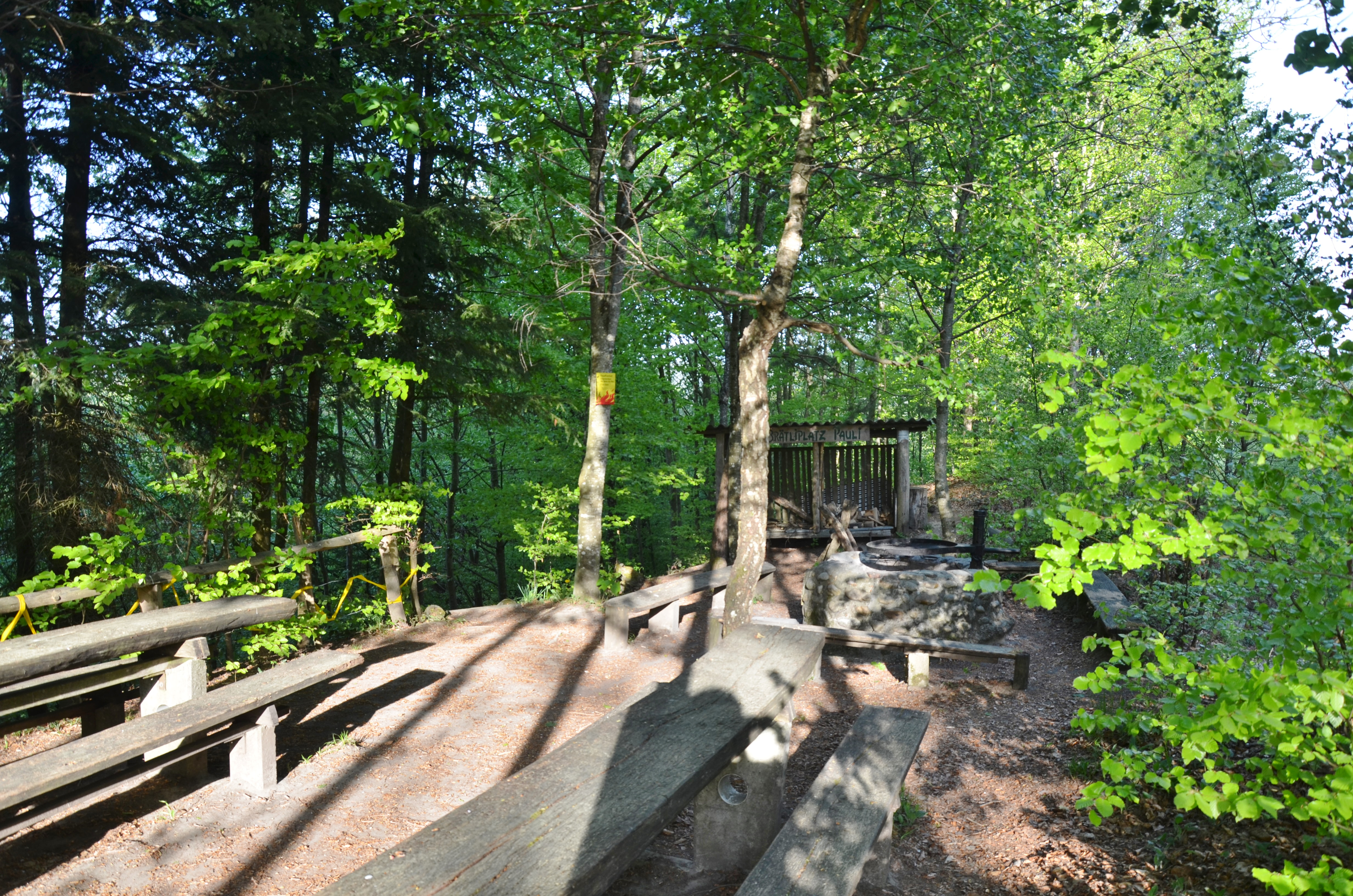
Ausflugsziel beim Pauli, direkt oberhalb des Hohlwegs Äschere (Melchnau)-Pauli (Madiswil)
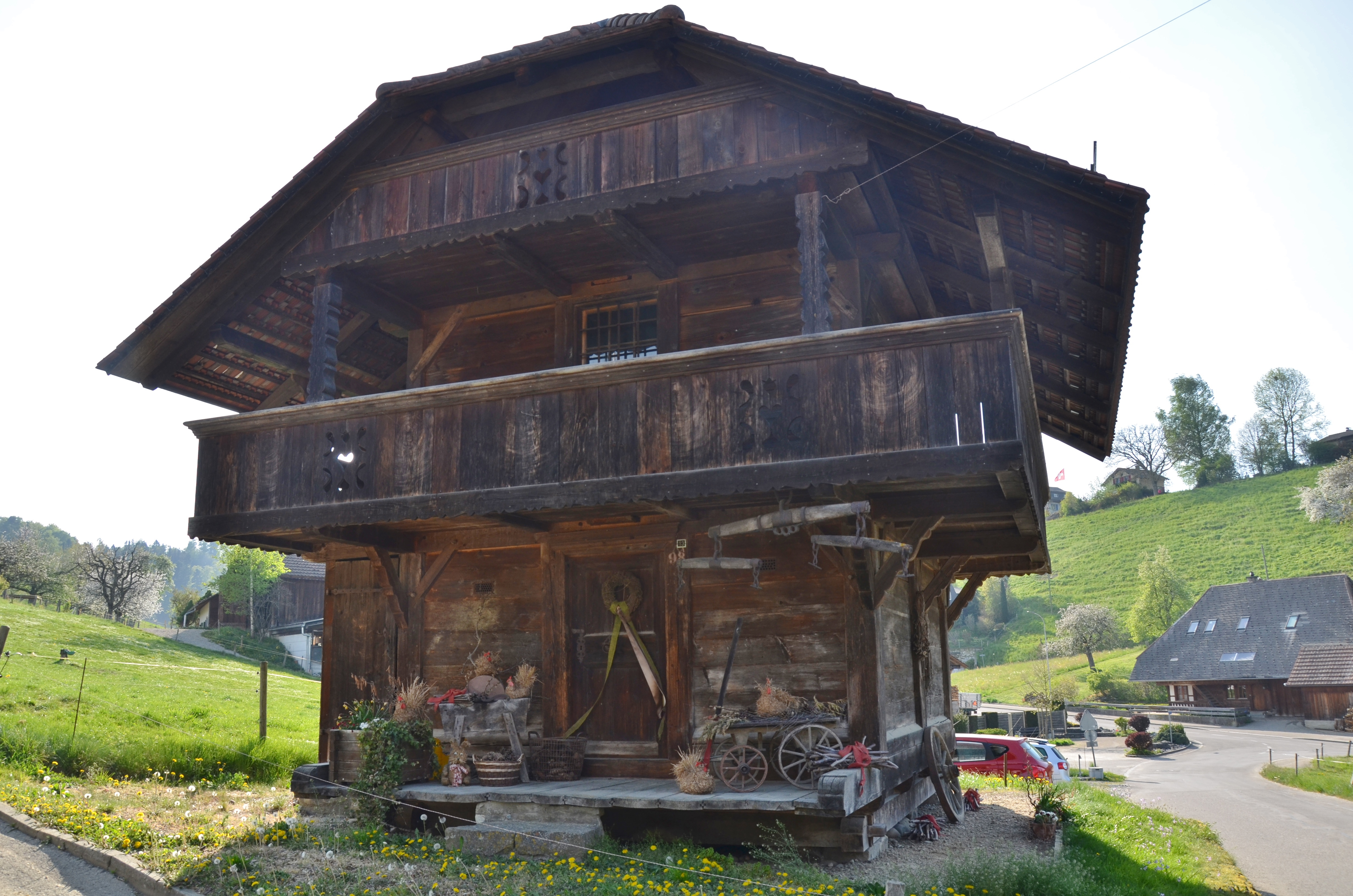
Typischer Speicher des frühen 19. Jahrhunderts (1803), 1995 sorgfältige Restaurierung
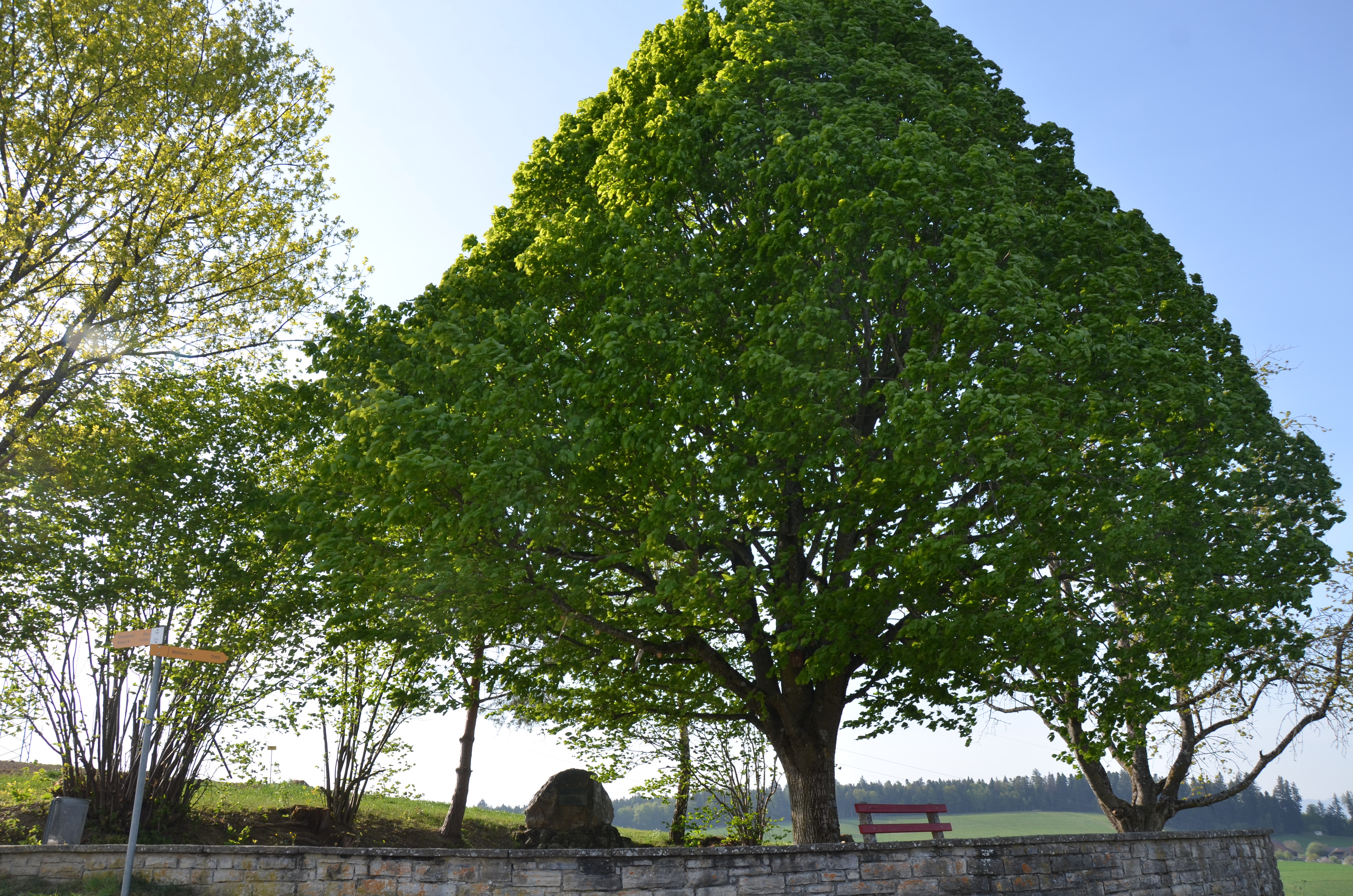
Denkmal zur Güterzusammenlegung von 1944 von 1952 auf dem Guger
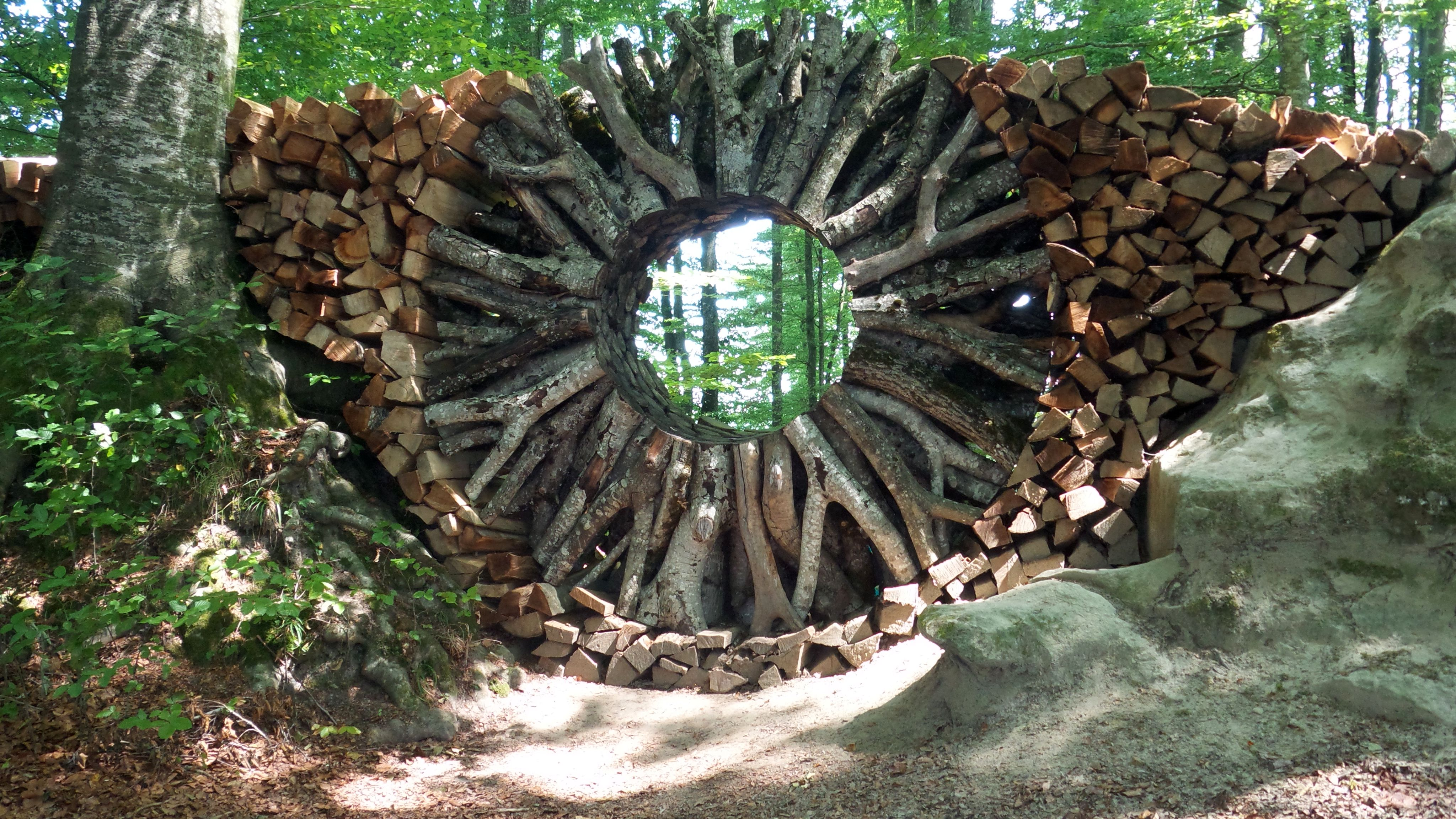
Arrangement in der Ausstellung Kunst am Schlossberg 2018
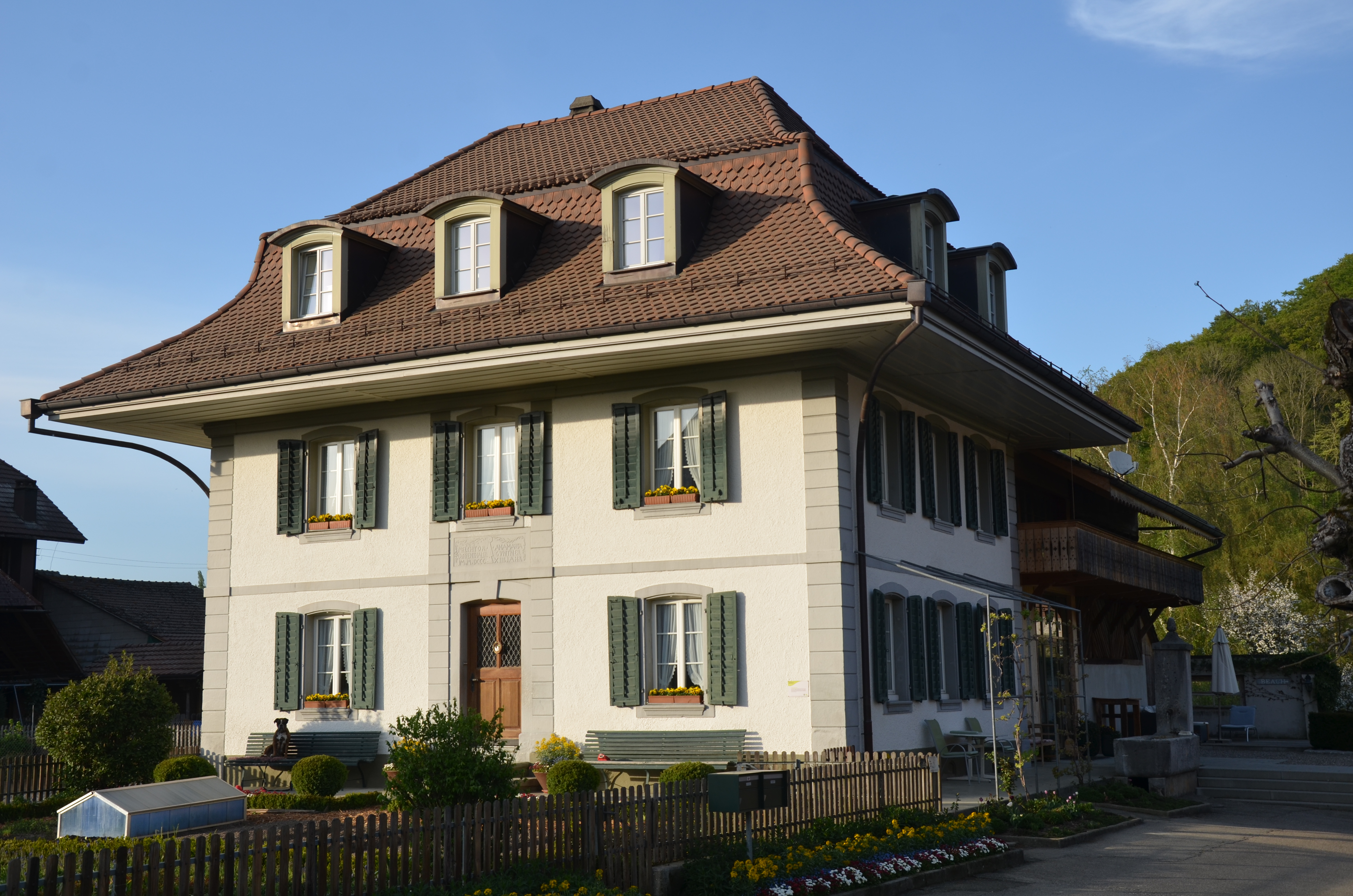
Klassizistischer Wohnstock am Ortsausgang, ursprünglich eine Einheit mit dem benachbarten Doppefamilienbauernhaus
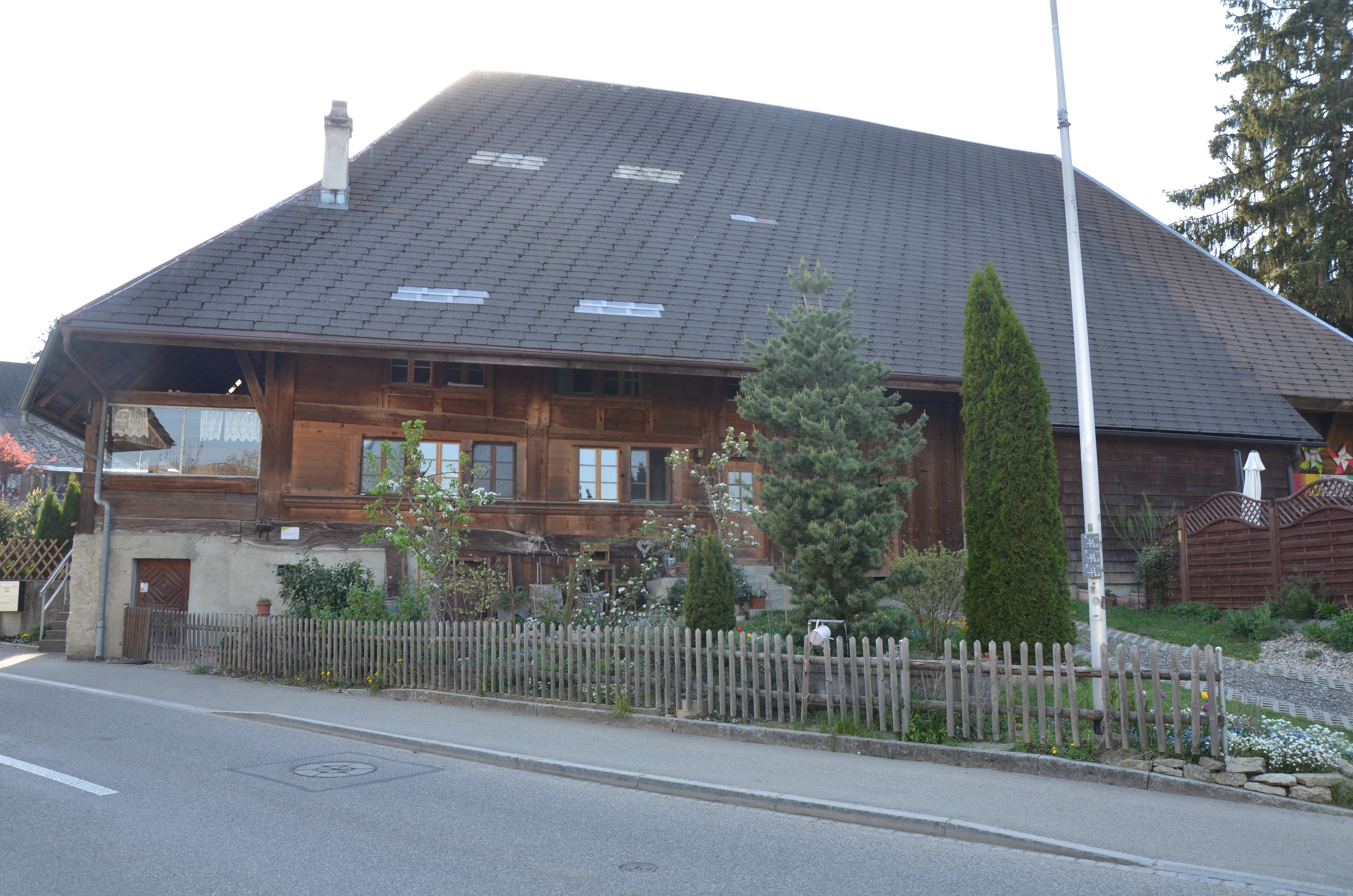
Eines der ältesten Häuser im Oberaargau, 1558 gebaut. Ab 1574 Tavernenrecht.
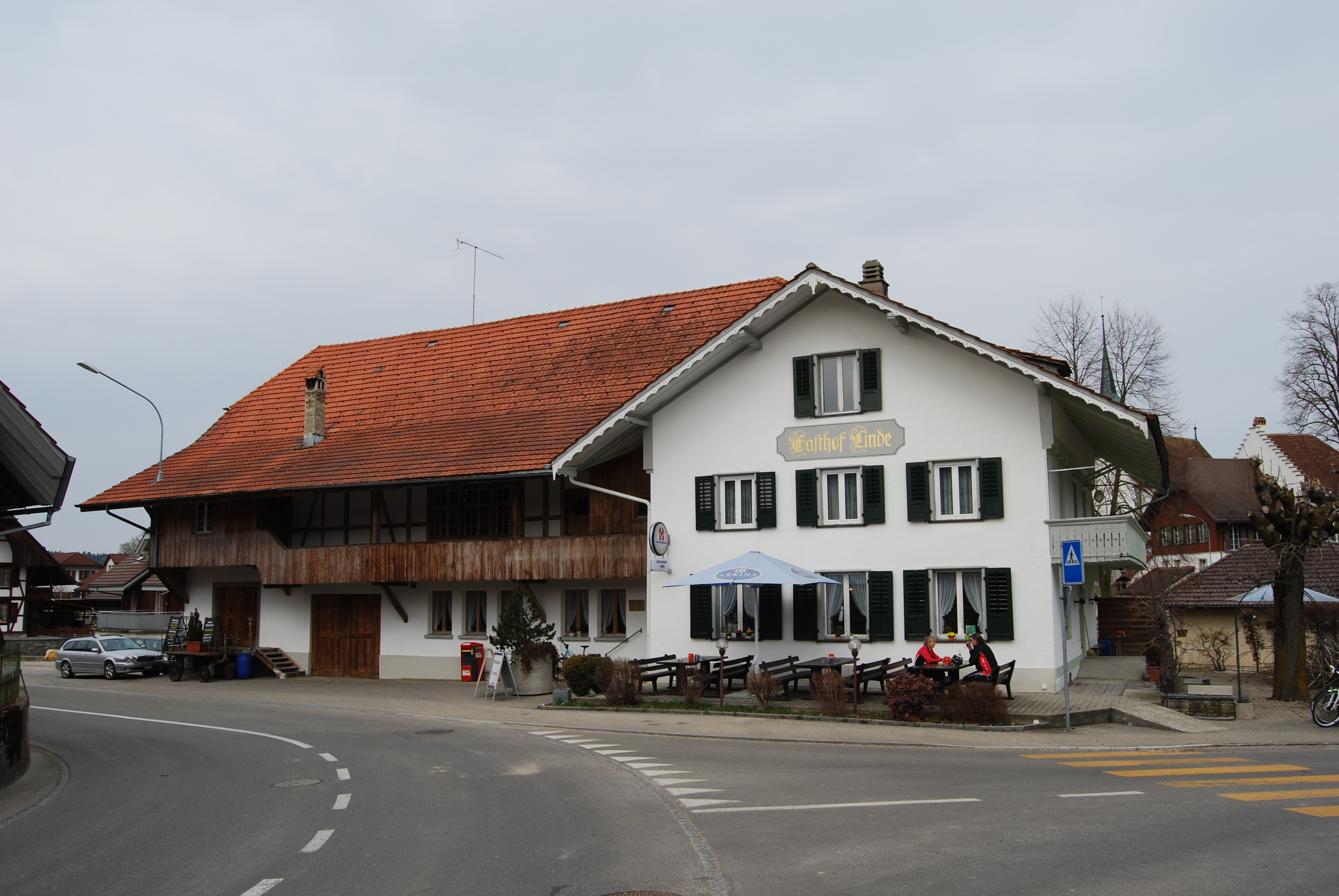
Restaurant «Linde» Oberdorf